# Saint-Yvi
Saint-Yvi [sɛ̃tivi] est une commune du département du Finistère, dans la région Bretagne, en France.

## Géographie

### Localisation
Saint-Yvi (Sant-Ivi en breton) s'étend sur 27,1 km2, entourée par les communes de La Forêt-Fouesnant, Saint-Évarzec, Ergué-Gabéric,Elliant, Rosporden, Concarneau et Melgven ; Saint-Yvi est située à 5 km au sud-ouest d'Elliant et à 15 km de Quimper.
| - Carte de la commune de Saint-Yvi et des communes voisines. |

| Ergué-Gabéric      | Elliant    |           |
| Saint-Évarzec      | Saint-Yvi  | Rosporden |
| La Forêt-Fouesnant | Concarneau | Melgven   |

### Relief
Le relief de la commune est assez vallonné : un haut plateau s'élève jusqu'à 160 mètres d'altitude dans la partie centre-orientale de la commune, limité au sud par un escarpement notable le séparant d'un plateau plus bas situé vers une centaine de mètres d'altitude et qui porte notamment le Bois de Pleuven, lequel occupe presque toute la partie sud-est de la commune. Au nord-ouest du territoire communal un plateau d'altitude intermédiaire, vers 110-120 mètres d'altitude, porte notamment le bourg de Saint-Yvi ; il s'abaisse vers 90-100 mètres d'altitude dans sa partie nord, à proximité de la vallée du Jet.
| - Carte topographique de la commune de Saint-Yvi. |

### Paysages et habitat

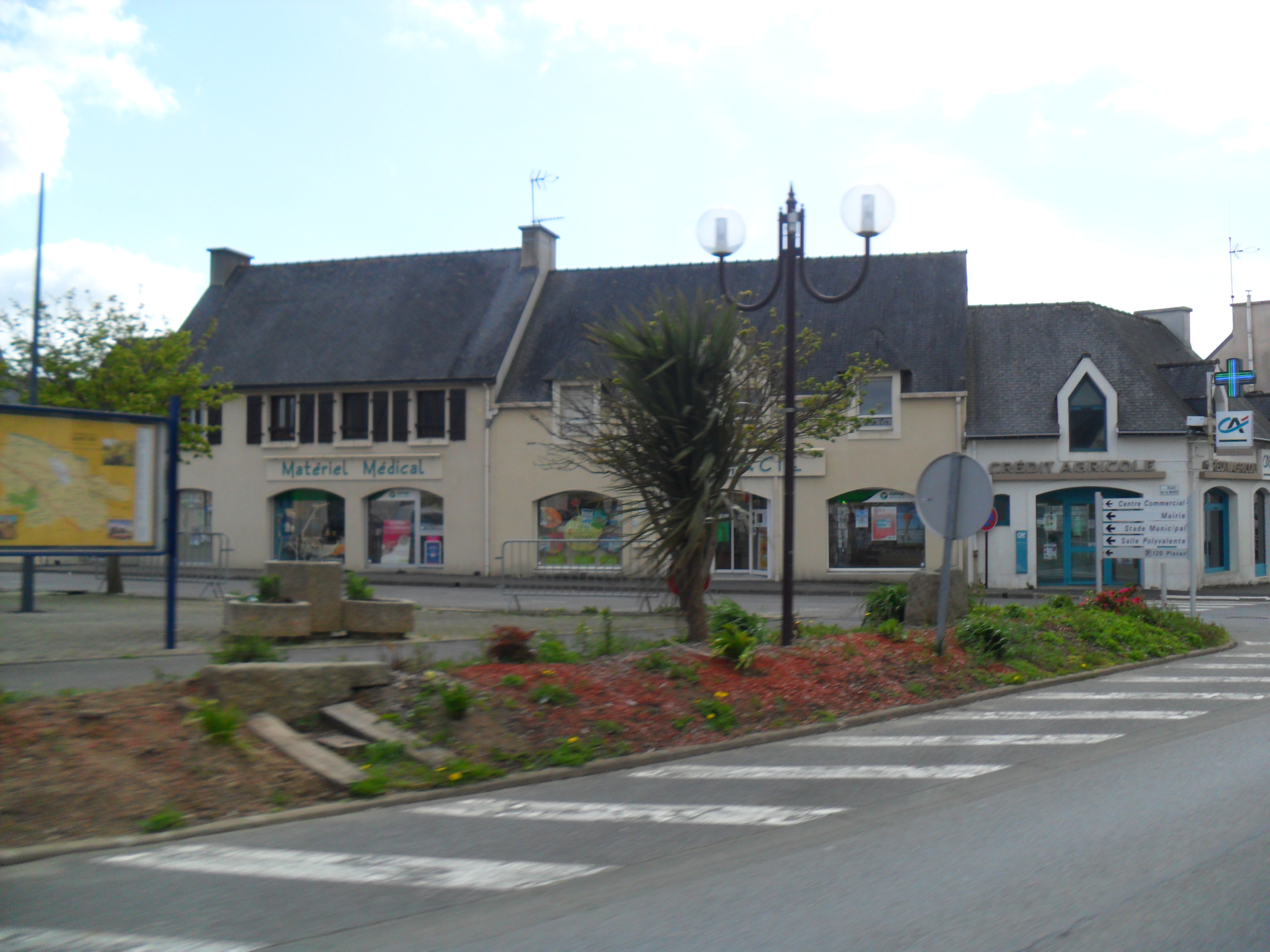
Le centre du bourg de Saint-Yvi.

Saint-Yvi présente un paysage rural traditionnel de bocage avec un habitat dispersé en écarts formés de hameaux et fermes isolées. Le bourg, relativement en position centrale au sein du territoire communal, était traditionnellement de très modeste importance mais a beaucoup grossi depuis la décennie 1960 avec la création de plusieurs lotissements à ses abords.
La commune connaît un mitage certain de son espace rural, notamment le long de l'ancienne voie romaine dont le tracé est nettement visible sur la carte de Ponthouar à l'ouest à Locmaria an Hent à l'est en passant par Kroas Hent Goyet, mais aussi à la périphérie de certains hameaux un peu partout sur le territoire communal, la pression immobilière étant désormais assez forte en raison de la proximité des trois pôles urbains de Quimper, Concarneau et Rosporden et de la Zone industrielle de Troyalac'h, même si celle-ci se trouve sur le territoire de la commune de Saint-Évarzec. Outre un camping, le Bois de Pleuven abrite un lotissement de résidences cossues ; un établissement de cure, de réadaptation et de convalescence s'y trouve également.

### Transports

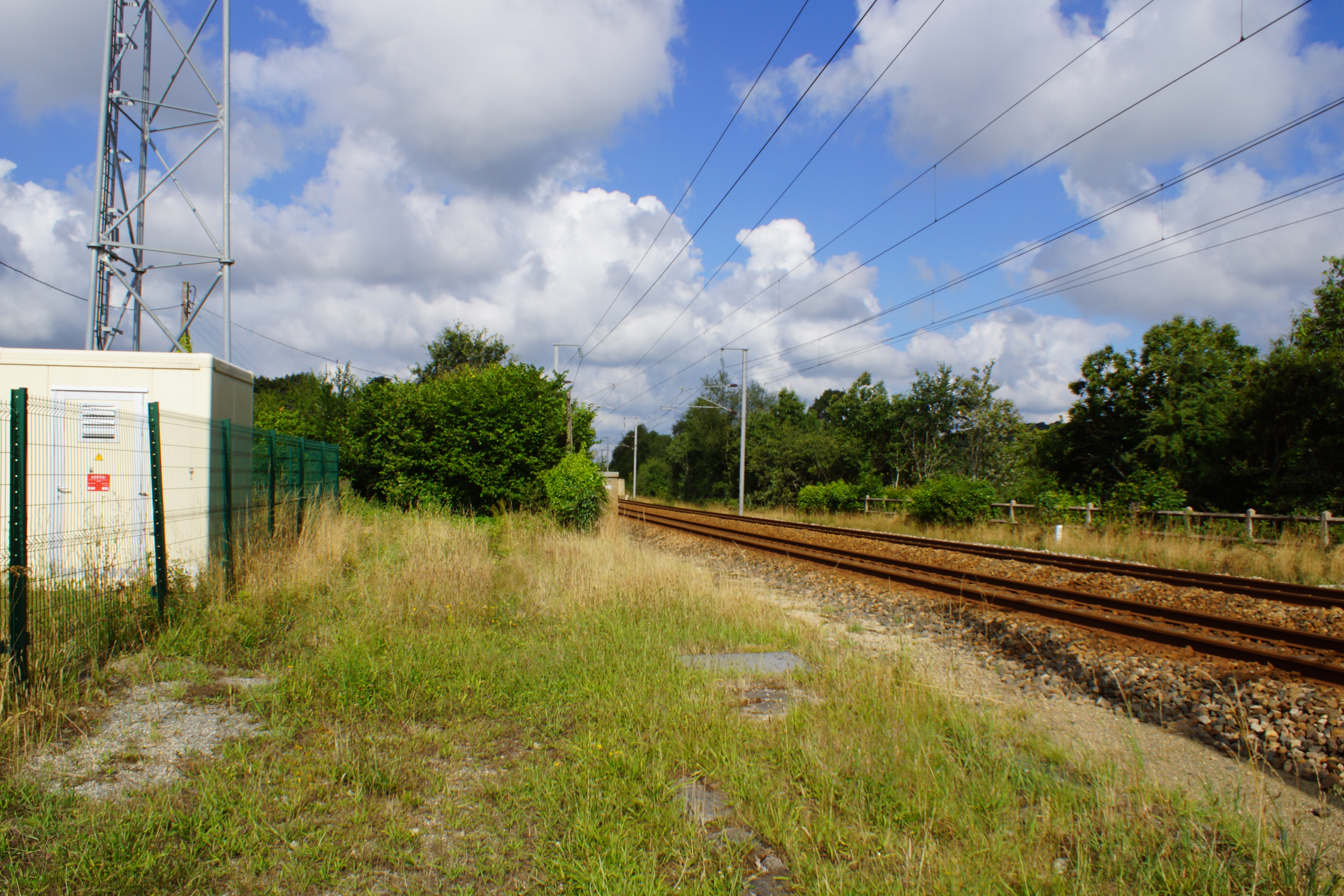
La station de Saint-Yvi en 2016 : l'emplacement des anciennes installations.

L'ancienne route nationale 165 (actuelle D 765) traversait la commune d'est en ouest et passait par le bourg de Saint-Yvi. la partie sud du territoire communal est traversée par la voie express (actuelle route nationale 165), mais la commune n'est pas directement desservie par celle-ci, les échangeurs permettant d'y accéder étant pour l'un plus à l'est (échangeur de Coat-Conq en direction de Lorient et Nantes), pour l'autre plus à l'ouest (échangeur de Troyalac'h en direction de Quimper et Brest).
La gare de Saint-Yvi a été mise en service en 1905, par la Compagnie du chemin de fer de Paris à Orléans (PO), sur la ligne de Savenay à Landerneau (entre Lorient et Quimper en fait), elle est fermée aux voyageurs vers 1960, puis ses installations sont détruites au début des années 1990.

### Hydrographie
Pour un article plus général, voir Réseau hydrographique du Finistère.
La commune est située dans le bassin Loire-Bretagne. Elle est drainée par le Saint Laurent, le Jet, le Mur et divers autres petits cours d'eau,.
La rivière Jet, un affluent de rive gauche de l'Odet, est le principal cours d'eau qui longe le finage communal, séparant au nord Saint-Yvi d'Elliant et Ergué-Gabéric ; ce cours d'eau coule d'est en ouest, sa vallée étant à une cinquantaine de mètres à son entrée sur le territoire communal et à 29 mètres à sa sortie. Le Jet, d'une longueur de 29 km, prend sa source dans la commune de Coray et se jette  dans l'Odet à Quimper, après avoir traversé sept communes.  Les caractéristiques hydrologiques du Jet sont données par la station hydrologique située sur la commune d'Ergué-Gabéric. Le débit moyen mensuel est de 2,32 m3/s. Le débit moyen journalier maximum est de 28,5 m3/s, atteint lors de la crue du 12 décembre 2000. Le débit instantané maximal est quant à lui de 48,2 m3/s, atteint le même jour.

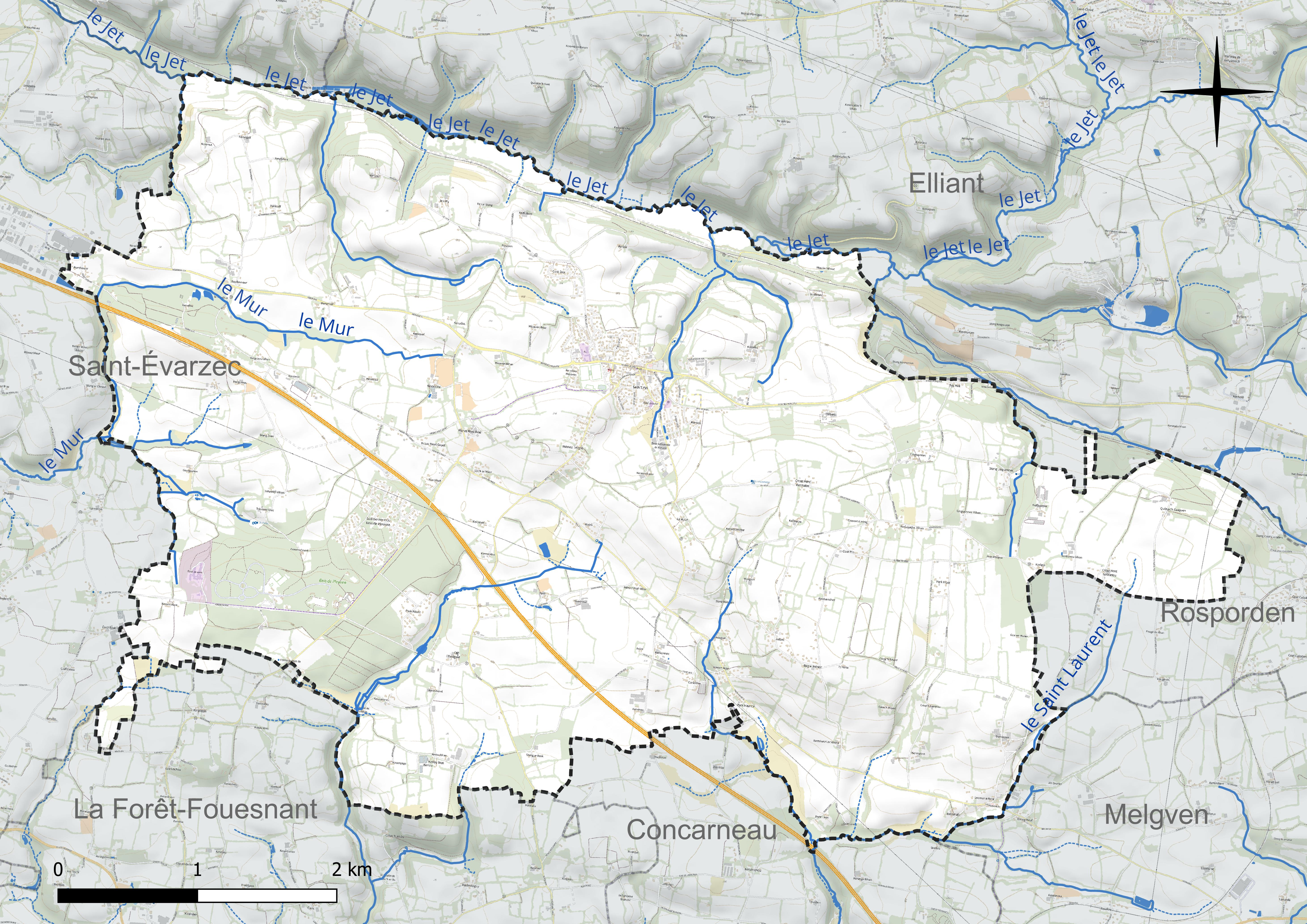
Réseau hydrographique de Saint-Yvi.

A l'ouest la partie amont du ruisseau du Mur (dont la source se trouve à l'ouest du bourg de Saint-Yvi), un affluent de rive droite du Ruisseau de Saint-Cadou (lequel se jette dans la ria de l'Odet au niveau de l'Anse de Saint-Cadou) sert sur quelques centaines de mètres de limite communale avec Saint-Évarzec. Le Mur, d'une longueur de 11 km, prend sa source dans la commune  et se jette  dans l'anse de Saint-Cadou à Pleuven, après avoir traversé quatre communes. 
La partie sud-est de la commune est longée sur une distance assez brève par le ruisseau de Brézéhan, un petit affluent du Saint-Laurent (lequel a sa source dans la commune), un petit fleuve côtier qui se jette dans l'Anse Saint-Laurent qui elle-même fait partie de la Baie de La Forêt et qui sépare Saint-Yvi de Concarneau ; son principal affluent de rive droite, le Stivell, a sa source vers une centaine de mètres d'altitude au sud du bourg de Saint-Yvi et traverse en son milieu la partie sud du finage communal jusqu'au moulin de Toulgoat où il coule à 71 mètres d'altitude, servant ensuite plus en aval sur quelques centaines de mètres de limite communale avec La Forêt-Fouesnant.
Le Saint-Laurent, d'une longueur de 11 km, prend sa source dans la commune  et se jette  dans la baie de La Forêt en limite de Concarneau et de La Forêt-Fouesnant, après avoir traversé cinq communes. 

### Climat
Pour des articles plus généraux, voir Climat de la Bretagne et Climat du Finistère.
En 2010, le climat de la commune est de type climat océanique franc, selon une étude du CNRS s'appuyant sur une série de données couvrant la période 1971-2000. En 2020, Météo-France publie une typologie des climats de la France métropolitaine dans laquelle la commune est exposée à un climat océanique et est dans la région climatique Bretagne orientale et méridionale, Pays nantais, Vendée, caractérisée par une faible pluviométrie en été et une bonne insolation. Parallèlement l'observatoire de l'environnement en Bretagne publie en 2020 un zonage climatique de la région Bretagne, s'appuyant sur des données de Météo-France de 2009. La commune est, selon ce zonage, dans la zone « Monts d'Arrée », avec des hivers froids, peu de chaleurs et de fortes pluies.
Pour la période 1971-2000, la température annuelle moyenne est de 11,4 °C, avec une amplitude thermique annuelle de 11 °C. Le cumul annuel moyen de précipitations est de 1 234 mm, avec 15,6 jours de précipitations en janvier et 9 jours en juillet. Pour la période 1991-2020, la température moyenne annuelle observée sur la station météorologique la plus proche, située sur la commune de Coray à 13 km à vol d'oiseau, est de 11,3 °C et le cumul annuel moyen de précipitations est de 1 423,1 mm,. Pour l'avenir, les paramètres climatiques de la commune estimés pour 2050 selon différents scénarios d'émission de gaz à effet de serre sont consultables sur un site dédié publié par Météo-France en novembre 2022.

## Urbanisme

### Typologie
Au 1er janvier 2024, Saint-Yvi est catégorisée bourg rural, selon la nouvelle grille communale de densité à 7 niveaux définie par l'Insee en 2022.
Elle est située hors unité urbaine. Par ailleurs la commune fait partie de l'aire d'attraction de Quimper, dont elle est une commune de la couronne,. Cette aire, qui regroupe 58 communes, est catégorisée dans les aires de 200 000 à moins de 700 000 habitants,.

### Occupation des sols

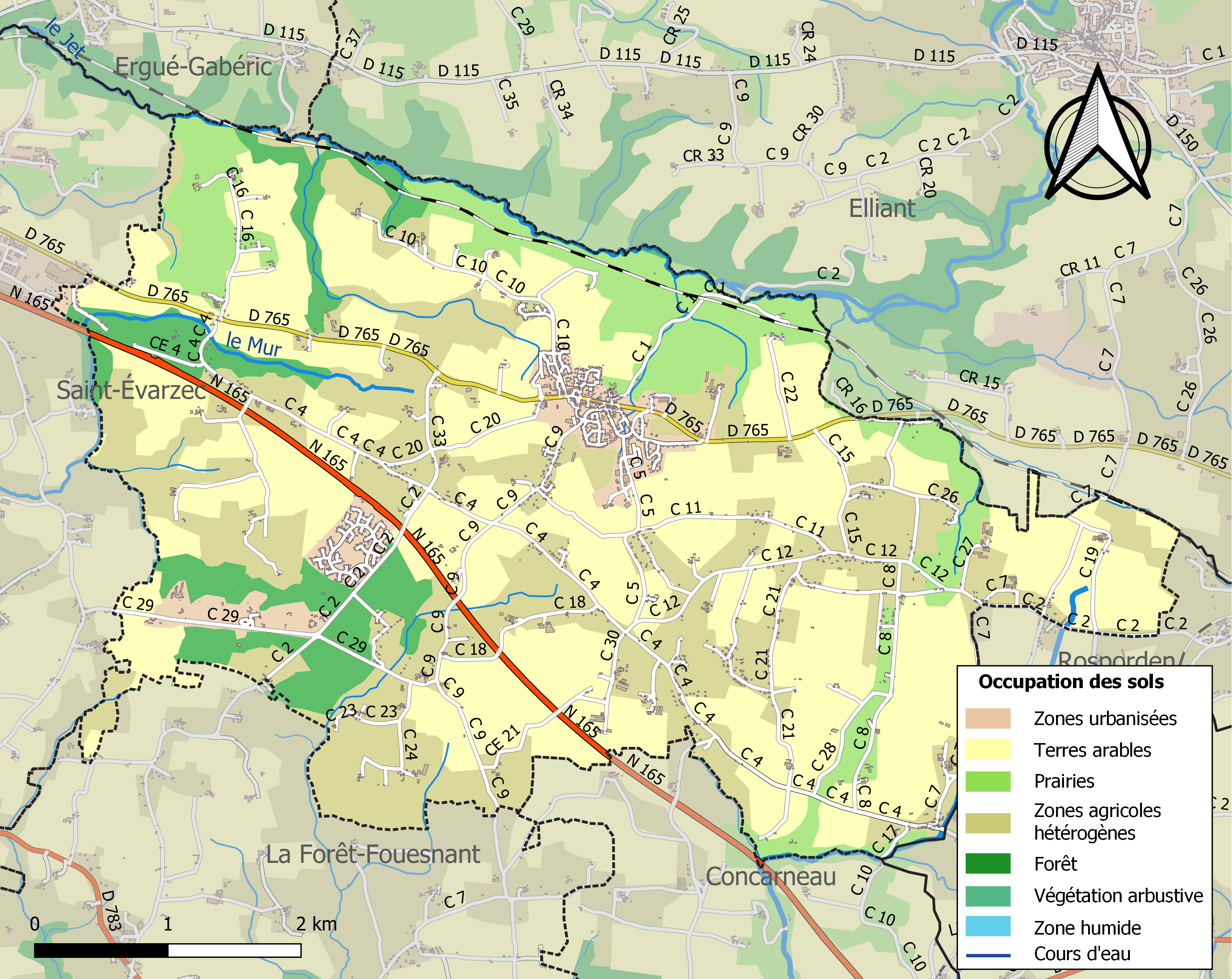
Carte des infrastructures et de l'occupation des sols de la commune en 2018 (CLC).

Le tableau ci-dessous présente l'occupation des sols détaillée de la commune en 2018, telle qu'elle ressort de la base de données européenne d'occupation biophysique des sols Corine Land Cover (CLC).
| Type d'occupation                                                                   | Pourcentage | Superficie (en hectares) |
| ----------------------------------------------------------------------------------- | ----------- | ------------------------ |
| Tissu urbain discontinu                                                             | 3,4 %       | 94                       |
| Zones industrielles ou commerciales et installations publiques                      | 0,1 %       | 3                        |
| Équipements sportifs et de loisirs                                                  | 1,1 %       | 31                       |
| Terres arables hors périmètres d'irrigation                                         | 45,4 %      | 1243                     |
| Prairies et autres surfaces toujours en herbe                                       | 11,0 %      | 302                      |
| Systèmes culturaux et parcellaires complexes                                        | 29,8 %      | 815                      |
| Surfaces essentiellement agricoles interrompues par des espaces naturels importants | 1,7 %       | 46                       |
| Forêts de feuillus                                                                  | 3,9 %       | 108                      |
| Forêts mélangées                                                                    | 3,5 %       | 95                       |
| Source : Corine Land Cover                                                          |             |                          |

## Toponymie
Attesté sous la forme Sainct Yvy en 1536 puis Saint Duy en 1630.
En breton Sant Ivi.
Le moine celte Ivy a donné son nom à la localité. Ce saint est célébré le 6 octobre dans le calendrier breton.
Le nom de la commune a été parfois orthographié Saint-Yvy, mais la commune a officiellement retrouvé l'orthographe Saint-Yvi le 12 septembre 2005.
Le nom de Loc-Maria-an-Hent ou Locmaria an Hent, (du chemin), lui vient du fait que l'église de la trève était située sur le bord du chemin de l'antique pèlerinage du Tro Breiz.

## Langue bretonne
Le conseil municipal de Saint-Yvi a voté la charte Ya d'ar brezhoneg le 8 juillet 2009.
La commune a reçu le label de niveau 1 de la charte Ya d'ar brezhoneg le 6 juillet 2018.

## Histoire

### Les Origines
La commune de Saint-Yvi, érigée en paroisse en 1818, a été formée par la réunion de deux anciennes trèves d'Elliant : Locmaria et Saint-Yvi.
La commune doit son nom à saint Ivy (ou Ivi, Yvi), moine anglais du VIIe siècle (à moins qu'il ne s'agisse de saint Dewy, moine celte d'origine galloise du VIe siècle).

### Les traces du passé de la Préhistoire au Haut Moyen Âge
À défaut de monuments mégalithiques (hormis le menhir couché de Stank ar Besk, long de 4,50 mètres et haut de 60 cm), l'Antiquité de Saint-Yvi est établie par divers vestiges d'ouvrages défensifs remontant pour la plupart aux époques gallo-romaine, mérovingienne et carolingienne.
Citons parmi les plus apparents : le retranchement rectangulaire du Bois de Pleuven (« un camp romain de forme rectangulaire défendu par de forts retranchements et par des tours rondes » selon Arthur Le Moyne de la Borderie), la motte de Hilbars entourée de traces de douves, l'enceinte presque circulaire de Créac'h Miquel les substructions de Kéréonnec, le champ de Kerambars dit « camp de César ».
Il est à présumer que ces ouvrages constituaient une étape entre Rosporden et Quimper et servaient de protection aux villas gallo-romaines établies à Elliant, au nord et à Locmaria-an-Hent au sud.

### Moyen Âge
Une annexe de la commanderie de l'ordre de Malte existait au village de Créac'h Miquel. Depuis la Révolution française, il n'en subsiste aucune trace.
C'est en contrebas de ce village que s'élève, en bordure de l'antique voie du Tro Breiz (Tour de Bretagne), la pittoresque chapelle de Locmaria-an-Hent (en français, Notre-Dame du Chemin), ancienne église de la trève de Locmaria-an-Hent, qui dépendait alors de la paroisse d'Elliant.
Cette chapelle, Notre-Dame de la Source, classée monument historique, fut construite aux XVe et XVIe siècles. Elle constituait la deuxième étape du Tro Breiz entre Quimper et Vannes. Elle présente d'ailleurs la particularité de posséder une cheminée qui permettait aux pèlerins de se chauffer. Pendant le Moyen Âge, le prieur de Locamand (désormais en La Forêt-Fouesnant) possédait, tout près de Locmaria-an-Hent, une fontaine, encore appelée au XVIe siècle et au XVIIe siècle « Fontaine des Sept Saints », dont il tirait un certain revenu car elle était très fréquentée par les pèlerins parce que située sur le tronçon de l'itinéraire du Tro Breizh allant de Vannes à Quimper.
Le mobilier de cette chapelle comprend de nombreuses statues anciennes : Crucifix, Vierge de Pitié, sainte Anne, saint Jean-Baptiste, saint Symphorien, saint Isidore. Cette dernière statue représente le patron des laboureurs en costume breton local : chapeau rond à brides, gilet brodé, braies bouffantes. Le retable du maître-autel qui date du XVIIe siècle, est orné de quatre bas-reliefs représentant le baiser de Judas, le Christ devant Pilate, la Flagellation et le Portement de croix.
Près de la chapelle se dresse un ossuaire gothique à arcades tréflées et, un peu plus bas, une fontaine de dévotion dite des « Sept Saints ».

### Temps modernes
Le manoir fortifié de Toulgoat date de 1545, avec un magnifique porche surmonté d'un chemin de ronde avec mâchicoulis d'où la vue en direction du sud est d'importance, puisque de là on découvre la baie de Concarneau. Cet ensemble est classé monument historique et fait l'objet d'une importante restauration.
Dans le bourg, se dresse l'église paroissiale de style gothique avec des modifications apportées au XVIIe siècle. À l'intérieur de l'église on peut voir la statue en bois polychrome de saint Michel. Cette statue, classée mobilier historique, a pour caractéristique de représenter saint Michel foulant aux pieds un diable et une diablesse, contrairement à toutes les traditions. La statue de saint Yvi est également digne d'attention.
À proximité de l'église, dans l'ancien cimetière, s'élève un petit calvaire au fût tordu en spirale sur lequel font saillie quatre têtes humaines formant consoles. Enfin, à l'entrée de l'enclos, on découvre un élégant ossuaire à arcades tréflées de même nature que celui de Locmaria.
En 1759 la paroisse de Saint-Ivy [le nom est écrit Saint-Divy] devait chaque année fournir 16 hommes pour servir de garde-côtes.
Une annexe de la Commanderie de l'Ordre de Malte existait au village de Créac'h Miquel, mais toute trace en a disparu depuis la Révolution française.

#### L'ancienne noblesse de Saint-Yvi
À la montre générale de l'évêché de Cornouaille tenue à Quimper les 15 et 16 mai 1562 étaient présents :
- Louis Salaün ou Salou, seigneur de Toulgoat, arquebusier à cheval ;
- Famille Le Goazre de Kervélégan, dont un descendant est Augustin Le Goazre de Kervélégan (1748-1825), député en 1789, membre de la Convention, décédé au manoir de Toulgoat[29] ;
- Famille de Saintivy, dont Corentin, officier de marine dans l'escadre de l'amiral comte de Grasse à la guerre d'indépendance des États-Unis d'Amérique, puis intendant général de l'île Maurice de 1804 à 1811, alors possession française ; une descendance subsistante[30]. La famille de Saint-Ivy (marquis de) est largement citée dans le roman de Michel Sétan Eugène et Matilde, Roméo et Juliette sous la Restauration (2015, Plon).

#### Les nobles de Locmaria-an-Hent

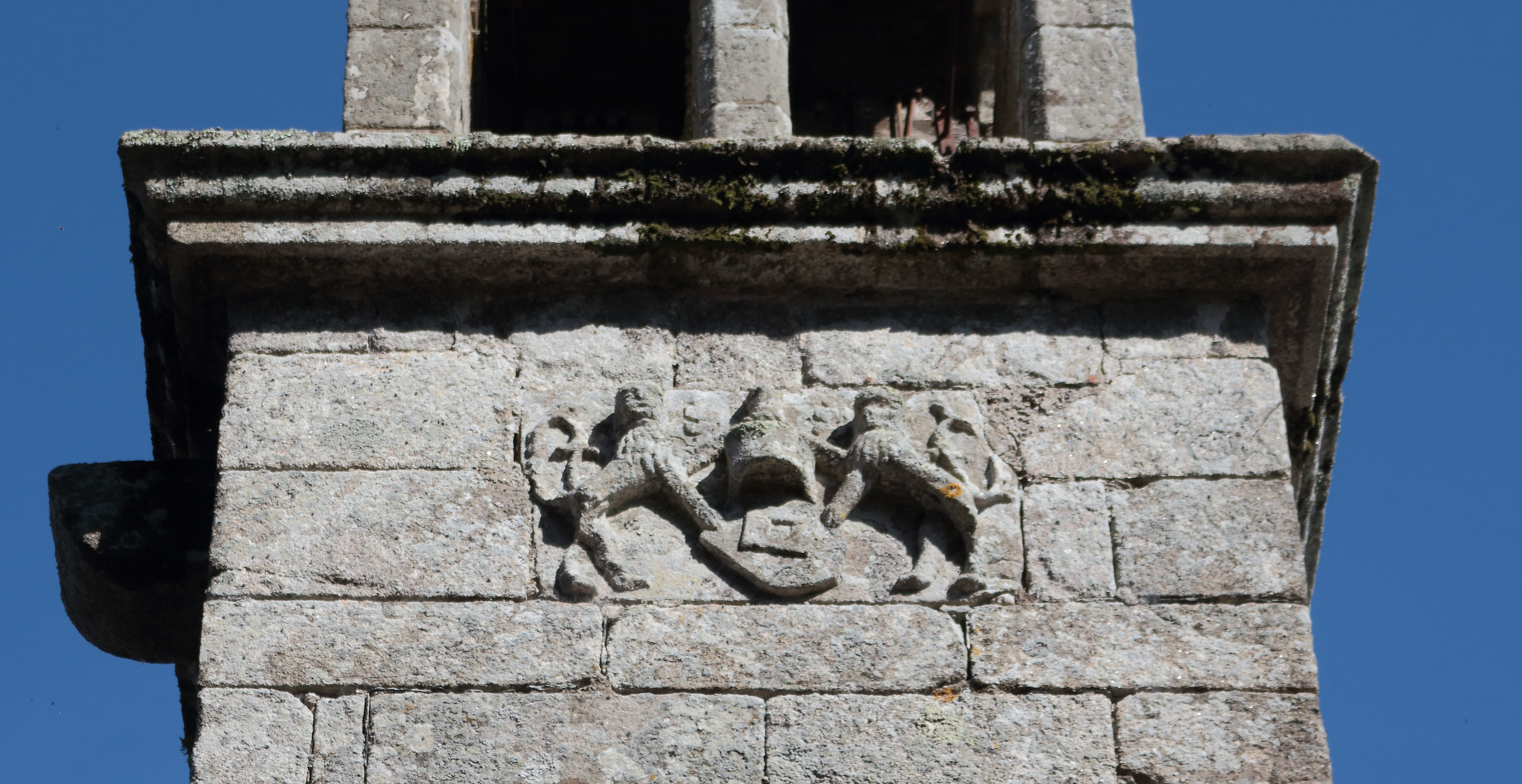
Chapelle de Locmaria-an-Hent : armes de la famille de Tréanna à la base du clocher.

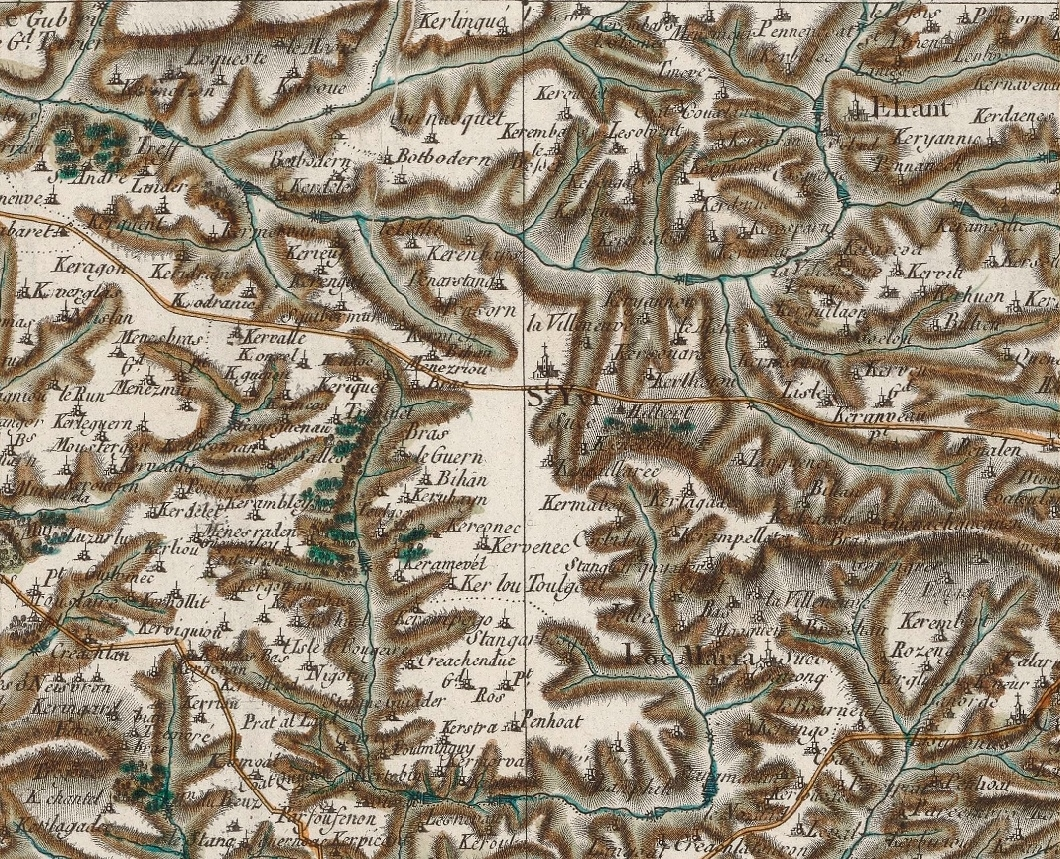
Carte de Cassini des trèves de Saint-Yvi et Locmaria-an-Hent (1783).

Le pèlerinage du Tro Breiz, dit aussi des Sept-Saints, était florissant au Moyen-Âge, ce qui bénéficiait à Locmaria-an-Hent qui en était la première étape pour le trajet Quimper-Vannes, mais il avait pratiquement cessé au XVIIe siècle.
La trève de Locmaria-an-Hent aurait d'abord porté le nom de Treffidiern en raison du manoir de Treffidiern ; il y avait en ladite trève justice patibulaire à quatre piliers posés près du manoir de Gorreker.
Le manoir de Kermartret appartient entre 1693 et 1853 à la famille Le Gentil de Rosmorduc (Alain Le Gentil, seigneur de Rosmorduc, est propriétaire du manoir et domaine de Kermartret en 1749).
Les seigneurs de Toulgoat (famille Salou de Toulgoat) avaient droit de prééminence dans l'église de Locmaria.

### La Révolution française
Le poids de la ruralité se retrouve dans l'établissement des cahiers de doléances de 1789. À l'époque, Saint-Yvi, Locmaria an Hent et Rosporden sont des trèves de la paroisse d'Elliant.
Lorsque le 5 avril 1789, l'assemblée chargée d'établir les doléances pour la paroisse mère se réunit à Elliant, elle compte parmi ses membres 10 représentants de Saint-Yvi et deux de Locmaria-an-Hent. On retrouve dans ce cahier les protestations habituelles contre la lourdeur des impôts et le poids des corvées. Le cahier souligne aussi la grande injustice établie par le fait que ces impôts et corvées sont supportés uniquement par le Tiers-État et que Noblesse et Clergé y échappent. Le vote par tête et non plus par ordre est aussi réclamé avec force pour la réunion des États à Versailles. Enfin on s'y plaint de la sous-estimation du monde rural. On peut en effet y lire ceci : « Ils se plaignent de ce que les représentants de l'ordre du Tiers État sont toujours pris dans les villes et jamais dans les campagnes, ce qui conduit à l'oppression du paysan et du cultivateur dont on ne connaît jamais les besoins, parce qu'on ne les consulte pas. »
Cette assemblée élit ses députés pour l'assemblée de la sénéchaussée de Concarneau dont la trève d'Elliant faisait partie. Ces députés, parmi lesquels figurent Charles Le Tirant pour Saint-Yvi, et Jérôme Lahuec pour Locmaria, furent chargés de présenter et défendre les doléances de la paroisse mère d'Elliant.
Pourtant, une fois encore, les doléances du monde rural restèrent en marge. En effet, lorsque se réunira l'assemblée inter sénéchaussées de Concarneau et de Quimper, les 3 députés désignés pour les États généraux furent des Quimpérois : le sénéchal de Quimper, un négociant et un avocat. Le Tiers-État fut en définitive davantage représentatif de la bourgeoisie de robe et des affaires que dumonde rural.
Érigée en commune en 1790, Saint-Yvi absorbé en 1792 la commune de Locmaria-an-Hent (avec sa chapelle Notre-Dame de la Route), qui est elle aussi une ancienne trève de la paroisse d'Elliant.
Guillaume Le Guellec, curé de Saint-Yvi, fut arrêté le 2 juin 1792, détenu au château de Brest, puis déporté en Espagne ; il redevint curé de Saint-Yvi après le Concordat de 1801.
Le 13 floréal an IV (2 mai 1796), « entre sept et huit heures du matin, cinq hommes, l'un habillé en paysan et les autres en "sans-culottes" arrêtèrent François Canaff, vicaire à Saint-Ivy, sur le grand chemin menant à Quimper, vis-à-vis du village de Kerousal en Saint-Ivy. Celui qui paraissait être le chef, c'était Geslin, lui prit la main droite et se retirant un peu en arrière, lui a tiré un coup de fusil à la partie supérieure et latérale gauche du cou, qui l'étendit à terre. Un deuxième coup dans le bas-ventre l'acheva ».

### LeXIXesiècle

#### Une paroisse, puis une commune, rurale
La commune de Saint-Yvi est érigée en paroisse en 1818 par la réunion des deux anciennes trèves de Locmaria an Hent et Saint-Yvi.
Saint-Yvi connut pendant des siècles une activité uniquement agricole. Comme dans beaucoup de communes de Bretagne, le territoire était partagé entre une multitude de petites exploitations familiales. Rares étaient les grandes fermes et même lorsqu'un territoire assez vaste appartenait à un grand propriétaire, celui-ci était exploité par plusieurs métayers. Le bourg se réduisait alors à quelques maisons implantées autour de l'église paroissiale. L'activité artisanale était elle aussi réduite et orientée vers le monde agricole : forge, maréchal-ferrant, café-épicerie-boulangerie. Il est vrai qu'à l'époque et ceci au moins jusqu'au premier quart du XXe siècle on ne déplaçait pas tous les jours pour venir au bourg. On vivait quasiment en autarcie, et on retrouve traces de ce mode de vie au travers de quelques vestiges comme les fours à pain (Trévinec, Gourguennou, Creac'h Miquel).
Dans ces traces du passé, il est à noter un certain nombre de patronymes que l'on retrouve encore de nos jours : Le Tirant, Le Meur, Le Bourhis, Le Gac, Cotten, etc. L'ancrage de familles sur un même terroir, c'est là aussi sans nul doute un trait marquant de la ruralité. Pendant longtemps, au moins jusqu'au début du XXe siècle, le monde rural n'a été que très peu affecté par les flux migratoires. À l'époque l'horizon du paysan ne dépasse pas les limites géographiques de la paroisse ou de la commune. On naît, on vit, on meurt sur sa terre.

#### L'influence religieuse
A. Le Floc'h, desservant de Saint-Yvi, se plaint, en 1805 ou 1806, du peu de docilité des habitants de Locmaria, qui viennent certes à la messe, mais n'attendent pas les vêpres.
Il vaut « mieux briser le crucifix et fouler aux pieds l'hostie que de danser » s'écrie le recteur de Saint-Yvi en 1813.

#### Saint-Ivy vers le milieu duXIXesiècle
Le Chevalier de Fréminville décrit ainsi Saint-Ivy en 1844 : « (...) L'église s'élève dans une situation romantique, au milieu de quelques vieux ifs. Ses constructions portent le cachet de différentes époques, mais dont la plus ancienne ne remonte pas au-delà du seizième siècle. À l'entrée du cimetière est un reliquaire ou charnier, composé de six arcades gothiques d'un assez bon style. L'église de cette petite paroisse possède une fort belle croix processionnelle, enrichie d'ornements gothiques et de plusieurs figures dont les costumes ainsi que le style d'exécution accusent la fin du quinzième siècle ».
A. Marteville et P. Varin, continuateurs d'Ogée, décrivent ainsi Saint-Yvi en 1845 :

« Saint-Yvi : commune formée de l'ancienne trève d'Elliant (...), aujourd'hui succursale. (...) Principaux villages : Kerangall, Kervren, le Metty, Kerüligars, Hilbars, Quenac'h-Guéguen, Kermartret, Locmaria, Trivinec. Maisons importantes : manoir des Salles, de Kerginou, de Toulgoat. Superficie totale : 2 703 hectares dont (...) terres labourables 1 542 ha, prés et pâturages 136 ha, bois 243 ha, étangs 2 ha, landes et incultes 730 ha (...). Constructions diverses : 147. Moulins : 4 (à eau, de Toulgoat, du Menec). Saint-Yvi est un bourg sans importance, situé sur la route de Lorient à Quimper, entre Rosporden et cette dernière ville ; mais son cimetière mérite d'être vu pour son reliquaire à six arcades ogivales, formées par l'entrelacement d'arcades plein-cintre et d'un goût charmant, nom moins que par une colonne torse de la Renaissance, qui semble être le reste d'un calvaire jadis très riche ; enfin pour sa chapelle, surmontée d'un élégant clocher. Géologie : granite ; gneiss autour de Locmaria. On parle le breton. »

Henry de Kock fait cette description de Saint-Ivy au milieu du XIXe siècle :

« Il existe dans la Basse-Bretagne, entre Quimper et Rosporden, et voisin d'une forêt assez considérable, la forêt de Pluven [le Bois de Pleuven], il existe, sisons-nous, un petit village nommé Saint-Ivry [Saint-Ivy], près duquel le voyageur, plus ou moins vite entraîné, passe sans seulement y jeter un regard. C'est que Saint-Ivry n'a effectivement rien qui appelle l'attention. C'est un assemblage de chaumières, un hameau, dans toute l'acception du terme, que ses habitants, de pauvres agriculteurs, ne songent guère à rendre ni soigné, ni coquet, tout occupé d'abord qu'ils sont à travailler pour vivre, ou plutôt ne pas mourir. »

#### Saint-Ivy à la fin duXIXesiècle
En 1893, Jules Vagnair, un écrivain agrégé de lettres, décrit ainsi le carnaval de Rosporden, dans un texte révélateur du mépris des intellectuels de l'époque à l'encontre des paysans bretons :

« Les paysans d'Elliant et de Saint-Yvi, ceux de Tourc'h et de Bannalec, venus dans leurs carrioles, en habits des dimanches, pour voir les Anglais et les Parisiens (car chez ces primitifs tous les étrangers sont parisiens ou anglais), se mêlèrent aux danseurs et gigottèrent en conscience. »

### LeXXesiècle

#### La Belle Époque
En 1905, la halte de Saint-Yvi est mise en service par la Compagnie du chemin de fer de Paris à Orléans (PO) sur sa ligne de Savenay à Landerneau.
La « propriété du Bois de Pleuven » est mise en vente en 1909 : elle comprend une maison de maître avec jardin anglais, potager, maison de garde, cour, remise, écurie ; une métairie comprenant bâtiment d'habitation et d'exploitation, terres de divers natures d'une contenance approximative de 15 hectares et un bois taillis de 150 hectares, avec garde assermenté, aménagé en 15 coupes de 10 ha chacune, produisant une moyenne de 450 cordes de bois et dont l'exploitation est très commode, le bois étant sillonné de voies charretières.

#### La Première Guerre mondiale
Le monument aux morts de Saint-Yvi porte les noms de 74 soldats morts pour la France pendant la Première Guerre mondiale ; parmi eux Pierre Dagorn est mort sur le front belge à Nieuport dès le 30 décembre 1914, Louis Le Roux est tué à l'ennemi le 27 avril 1915 à Pilckem Ridge dans le cadre de la Deuxième bataille d'Ypres et Louis Le Gloanec est tué à l'ennemi à Het Sas, également en Belgique, le 8 octobre 1917 ; Grégoire Le Roux est disparu le 20 novembre 1915 en Serbie dans le cadre de l'expédition de Salonique ; Pierre Guen et Jean Rouat sont morts en captivité en Allemagne, ce dernier le 18 novembre 1918, donc après l'armistice ; la plupart des autres sont morts sur le sol français.

#### L'Entre-deux-guerres
Des paysans de la région d'Elliant - Coray - Saint-Yvi - Saint-Évarzec émigrèrent entre Beaumont-du-Périgord et Villaréal dans la décennie 1930.
La ferme d'Hilbars, constituée en coopérative ("Coopérative de sélection de semences de Hilbars", créée en 1928) par des agriculteurs algériens, produisait vers 1930 sur 83 hectares environ 20 000 quintaux de pommes de terres de semence, à destination de l'Algérie.

#### La Seconde Guerre mondiale
Durant la Seconde Guerre mondiale, le 21 mai 1944, une locomotive est mitraillée en gare de Saint-Yvi, le mécanicien est tué.
Le monument aux morts de Saint-Yvi porte les noms de 10 personnes mortes pour la France pendant la Deuxième Guerre mondiale ; parmi elles Yvon Gourmelen, décédé en février 1940 et quatre (Alain Guillou, Yvon Lallaizon, Alain Le Saux, Jean Troalen) décédés pendant la Débâcle française au printemps 1940. Robert Le Mao, résistant FFI, fut tué le 17 août 1944 et François Cosquéric le 18 mai 1944.
Pierre Pérès, né à Saint-Yvi, fut résistant FFI à Brest en 1941-1942.

#### L'après Seconde Guerre mondiale
Deux frères, Bernard et Daniel Pivert, originaires d'Arcueil, le premier sans emploi ni domicile fixe, le second garçon boucher, en vacances dans le Finistère mais complètement désargentés, agressèrent pour les voler les époux Rica à Stang Even en Saint-Yvi le 30 juin 1955, le mari décédant le lendemain et sa femme deux jours plus tard des suites de leurs blessures. Arrêtés une quinzaine de jours plus tard à Bordeaux pour un vol commis à La Roche-sur-Yon, ils reconnaissent le double crime et furent le 18 avril 1956 les deux derniers condamnés à mort du Finistère. Ils furent graciés par le président René Coty et leur peine commuée en celle de travaux forcés à perpétuité (mais les bagnes ayant été supprimés, ils purgèrent leur peine en maison centrale).

## Politique et administration

### Liste des maires
| Période                                  | Période     | Identité            | Étiquette | Qualité                                                                       |
| ---------------------------------------- | ----------- | ------------------- | --------- | ----------------------------------------------------------------------------- |
| Les données manquantes sont à compléter. |             |                     |           |                                                                               |
| 1793                                     | 1795        | François Le Carrer  |           |                                                                               |
| 1796                                     | 1796        | Christophe Le Meur  |           |                                                                               |
| 1796                                     | 1797        | Yves Guerrot        |           | Cultivateur.                                                                  |
| 1797                                     | 1798        | Jean Chiquet        |           |                                                                               |
| 1798                                     | 1809        | Charles Le Tirant   |           | Greffier de justice                                                           |
| 1809                                     | 1818        | Yves Guerrot        |           | Déjà maire en 1796-1797.                                                      |
| 1818                                     | 1825        | Jean-François Hegel |           | Juge de paix. Débitant de tabac et de poudre de chasse.                       |
| 1826                                     | 1832        | Guillaume Lahuec    |           | Cultivateur à Gorequer.                                                       |
| 1832                                     | 1856        | Charles Le Tirant   |           | Juge de paix. Fils de Charles Le Tirant, maire entre 1798 et 1809.            |
| 1856                                     | 1879        | Bernard Guiffant    |           | Cultivateur.                                                                  |
| 1879                                     | 1881        | Pierre Bernard      |           | Cultivateur à Brézehan.                                                       |
| 1881                                     | 1882        | Bernard Guiffant    |           | Déjà maire entre 1856 et 1879.                                                |
| 1882                                     | 1883        | René Bleuzen        |           | Cultivateur.                                                                  |
| 1883                                     | 1888        | Pierre Bernard      |           | Déjà maire entre 1879 et 1881.                                                |
| 1888                                     | 1892        | Jean Bleuzen        |           | Cultivateur.                                                                  |
| 1892                                     | 1896        | Yves Glémarec       |           | Aubergiste et cultivateur.                                                    |
| 1896                                     | 1904        | Jean Cotten         |           | Cultivateur à Kermatret Traon.                                                |
| 1905                                     | 1908        | François Gourmelen  |           | Cultivateur à Kerilis.                                                        |
| 1908                                     | 1918        | François Bronnec    |           | Cultivateur, puis clerc de notaire.                                           |
| 1918                                     | 1932        | Jean Bleuzen        |           | Cultivateur à Kernével Mezaven.                                               |
| 1932                                     | 1941        | Pierre Le Gac       |           | Cultivateur à Keranmével.                                                     |
| 1941                                     | 1944        | Pierre Bleuzen      |           | Président de la Délégation spéciale.                                          |
| 1944                                     | 1947        | Louis Blanchard     |           | Habitait Vern en Saint-Yvi                                                    |
| 1947                                     | 1983        | Louis Huitric       | SFIO → PS | Conseiller général (1967-1979). Résistant pendant la Seconde Guerre mondiale. |
| 1983                                     | 1989        | Jean Pouliquen      | PS        | Marin, puis employé aux Affaires maritimes                                    |
| 1989                                     | 2008        | Francis Rozé        | PS        | Cadre supérieur dans l'agro-alimentaire.                                      |
| mars 2008                                | 23 mai 2020 | Jacques François    | PS        | Retraité, conseiller départemental                                            |
| 23 mai 2020                              | En cours    | Guy Pagnard         | PS        |                                                                               |

## Démographie

### L'évolution démographique
L'évolution du nombre d'habitants est connue à travers les recensements de la population effectués dans la commune depuis 1793. Pour les communes de moins de 10 000 habitants, une enquête de recensement portant sur toute la population est réalisée tous les cinq ans, les populations de référence des années intermédiaires étant quant à elles estimées par interpolation ou extrapolation. Pour la commune, le premier recensement exhaustif entrant dans le cadre du nouveau dispositif a été réalisé en 2004.

En 2022, la commune comptait 3 418 habitants, en évolution de +10,05 % par rapport à 2016 (Finistère : +2,16 %, France hors Mayotte : +2,11 %).
| 1793 | 1800 | 1806 | 1821  | 1831  | 1836  | 1841  | 1846  | 1851  |
| ---- | ---- | ---- | ----- | ----- | ----- | ----- | ----- | ----- |
| 780  | 910  | 964  | 1 209 | 1 169 | 1 166 | 1 168 | 1 264 | 1 260 |

| 1856  | 1861  | 1866  | 1872  | 1876  | 1881  | 1886  | 1891  | 1896  |
| ----- | ----- | ----- | ----- | ----- | ----- | ----- | ----- | ----- |
| 1 290 | 1 213 | 1 350 | 1 269 | 1 383 | 1 482 | 1 558 | 1 531 | 1 628 |

| 1901  | 1906  | 1911  | 1921  | 1926  | 1931  | 1936  | 1946  | 1954  |
| ----- | ----- | ----- | ----- | ----- | ----- | ----- | ----- | ----- |
| 1 618 | 1 714 | 1 724 | 1 673 | 1 626 | 1 509 | 1 539 | 1 400 | 1 306 |

| 1962  | 1968  | 1975  | 1982  | 1990  | 1999  | 2004  | 2006  | 2009  |
| ----- | ----- | ----- | ----- | ----- | ----- | ----- | ----- | ----- |
| 1 258 | 1 242 | 1 493 | 2 176 | 2 386 | 2 393 | 2 706 | 2 722 | 2 755 |

| 2014  | 2019  | 2022  | - | - | - | - | - | - |
| ----- | ----- | ----- | - | - | - | - | - | - |
| 3 002 | 3 249 | 3 418 | - | - | - | - | - | - |

### L'érosion démographique
Cette population rurale connaît pendant toute la deuxième moitié du XIXe siècle une progression limitée mais continue. La tendance va s'inverser avec la grande guerre du fait tout d'abord de la saignée qu'elle provoque dans la tranche d'âge des 20-40 ans comme en témoignent les noms des 74 poilus Saint-Yviens gravés dans le granit du monument aux morts. Déficit de naissances, surmortalité, dès lors va s'entamer une lente érosion démographique que rien ne viendra contrarier.

### Le tournant démographique
Il faudra attendre le dernier quart du XXe siècle pour connaître un véritable tournant. Alors que la population diminuait et vieillissait, le début des années 1970 connaîtra le début d'une renaissance démographique due pour une bonne part à la proximité de bassins d'emplois : Quimper et plus accessoirement Concarneau et Rosporden. Le faible coût du foncier et une politique volontariste de lotissements communaux seront incitatifs à l'implantation d'une nouvelle population jeune venant de la ville. La population va ainsi passer de 1 242 habitants en 1968 à 2 706 habitants au recensement de 2004. Le bourg va complètement se transformer pour répondre aux besoins de cette nouvelle population notamment au niveau des équipements : écoles, équipements sportifs, bibliothèque, Maison des associations… Des services inexistants il y a encore 30 ans sont désormais présents : médecins, pharmacie, cabinet dentaire, cabinet d'infirmières, kinésithérapeute.
En même temps, l'activité agricole, même si elle demeure dominante, a connu des transformations notables : le nombre des exploitations est passé de 230 exploitations en 1929 à 166 en 1969 et à 26 en 2004. La structure de cette activité a également connu une profonde mutation : en 1969 on comptait encore 65 exploitations de moins de 5 ha, 21 exploitations avaient entre 5 et 10 ha, 57 exploitations avaient entre 10 et 30 ha, seules 12 exploitations avaient plus de 35 ha. La surface agricole utile était alors, en moyenne, d'une dizaine d'ha alors qu'aujourd'hui elle dépasse les 59 ha.
Cela vaut à Saint-Yvi de n'être plus aujourd'hui considérée comme une commune rurale mais davantage comme une commune suburbaine.

## Monuments et sites
- Enclos paroissial de Locmaria-an-Hent[59]. La chapelle Notre-Dame-de-la-Source date des XVe et XVIe siècles. Le retable du maître-autel date du XVIIe siècle ; il est orné de quatre bas-reliefs représentant le Baiser de Judas, le Christ devant Pilate, la Flagellation et le Portement de croix. La chapelle possède aussi des statues de saint Isidore, saint Symphorien, saint Jean-Baptiste, saint Diboan, saint Urlou, saint Gurloës, sainte Anne, etc.. ainsi qu'une Vierge de Pitié. La chapelle est classée monument historique[60].

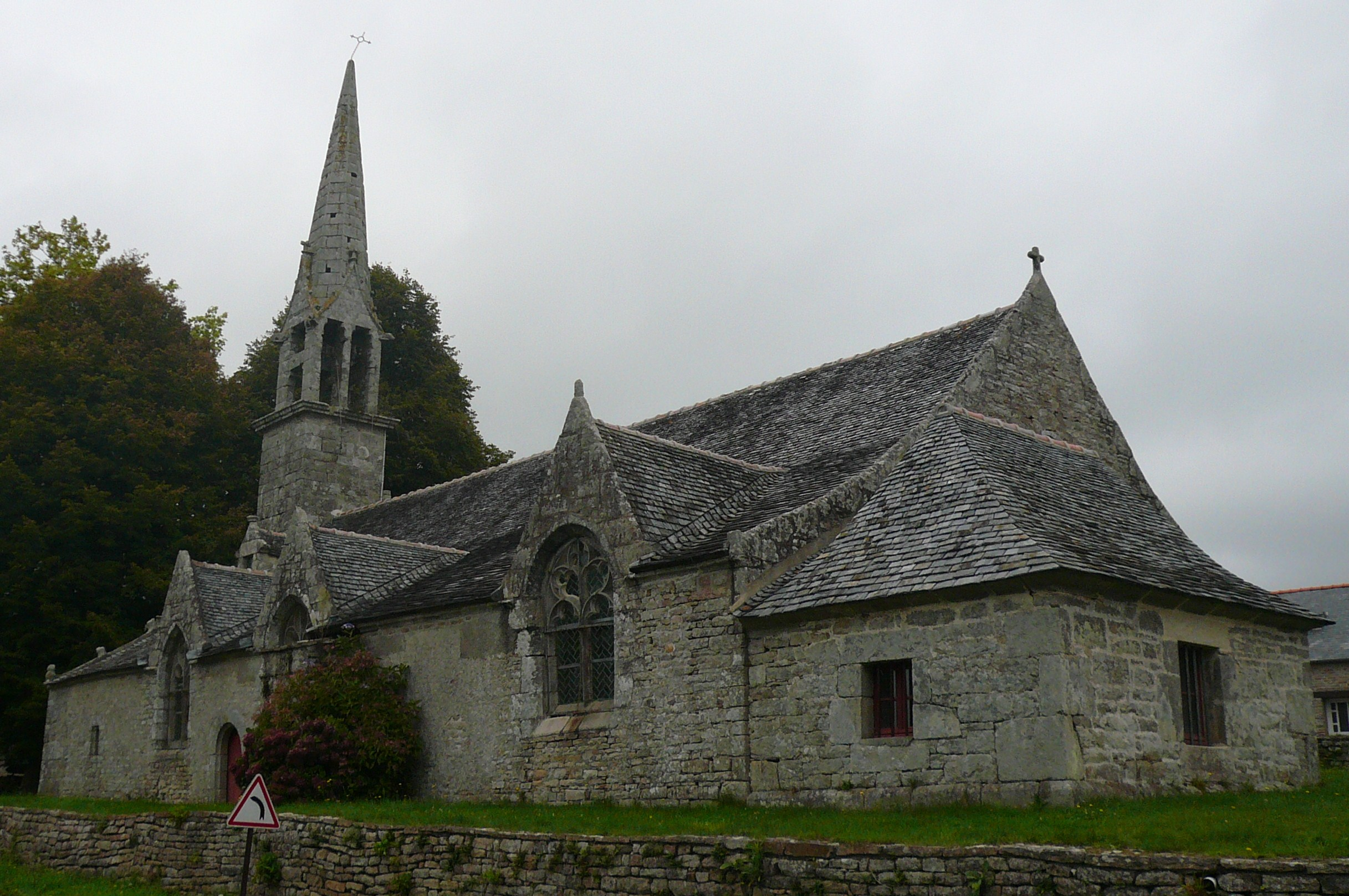
La chapelle de Locmaria-an-Hent : vue d'ensemble (côté sud).
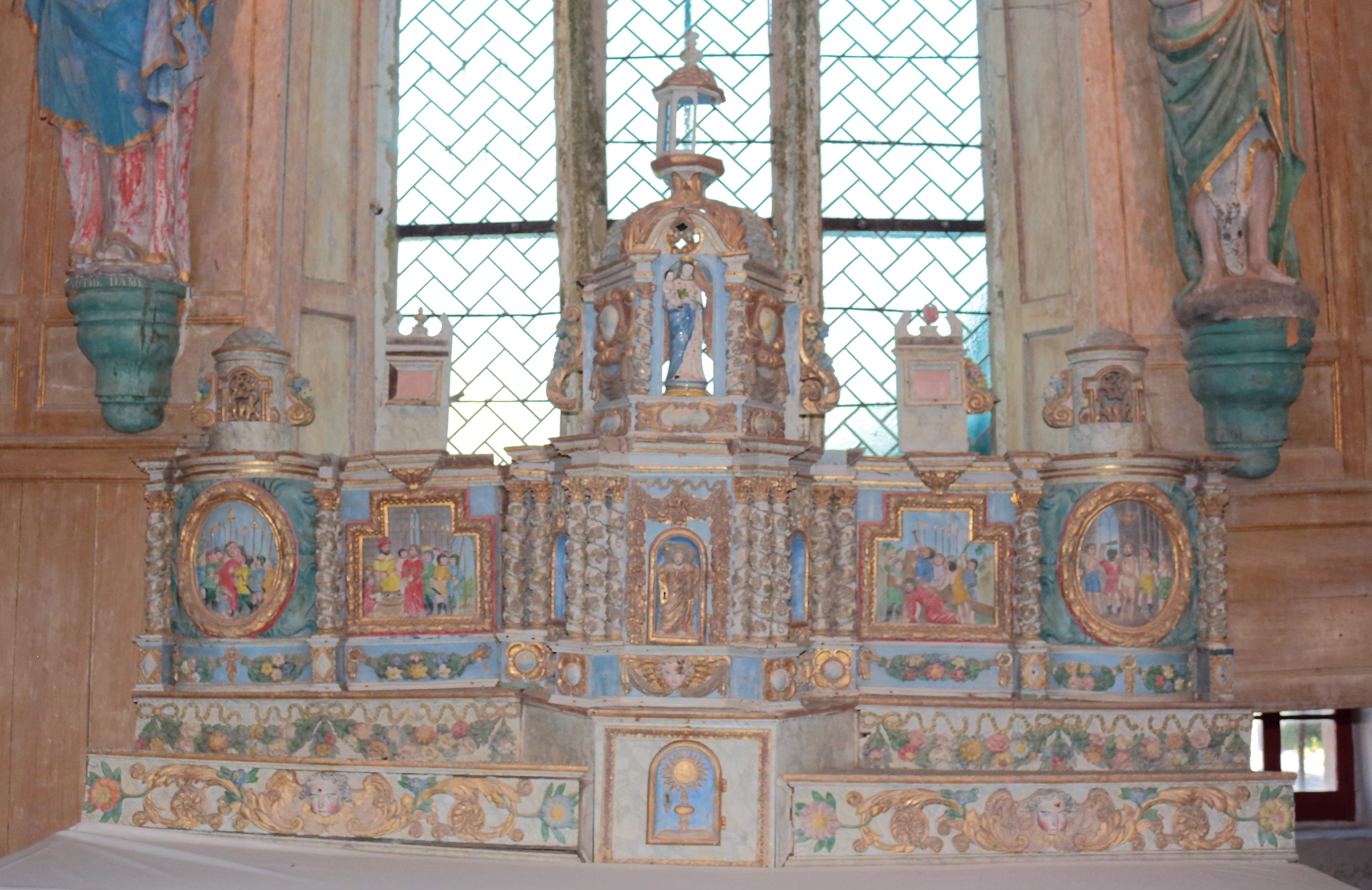
Chapelle Notre-Dame de Locmaria-an-Hent : le retable du maître-autel, vue d'ensemble.
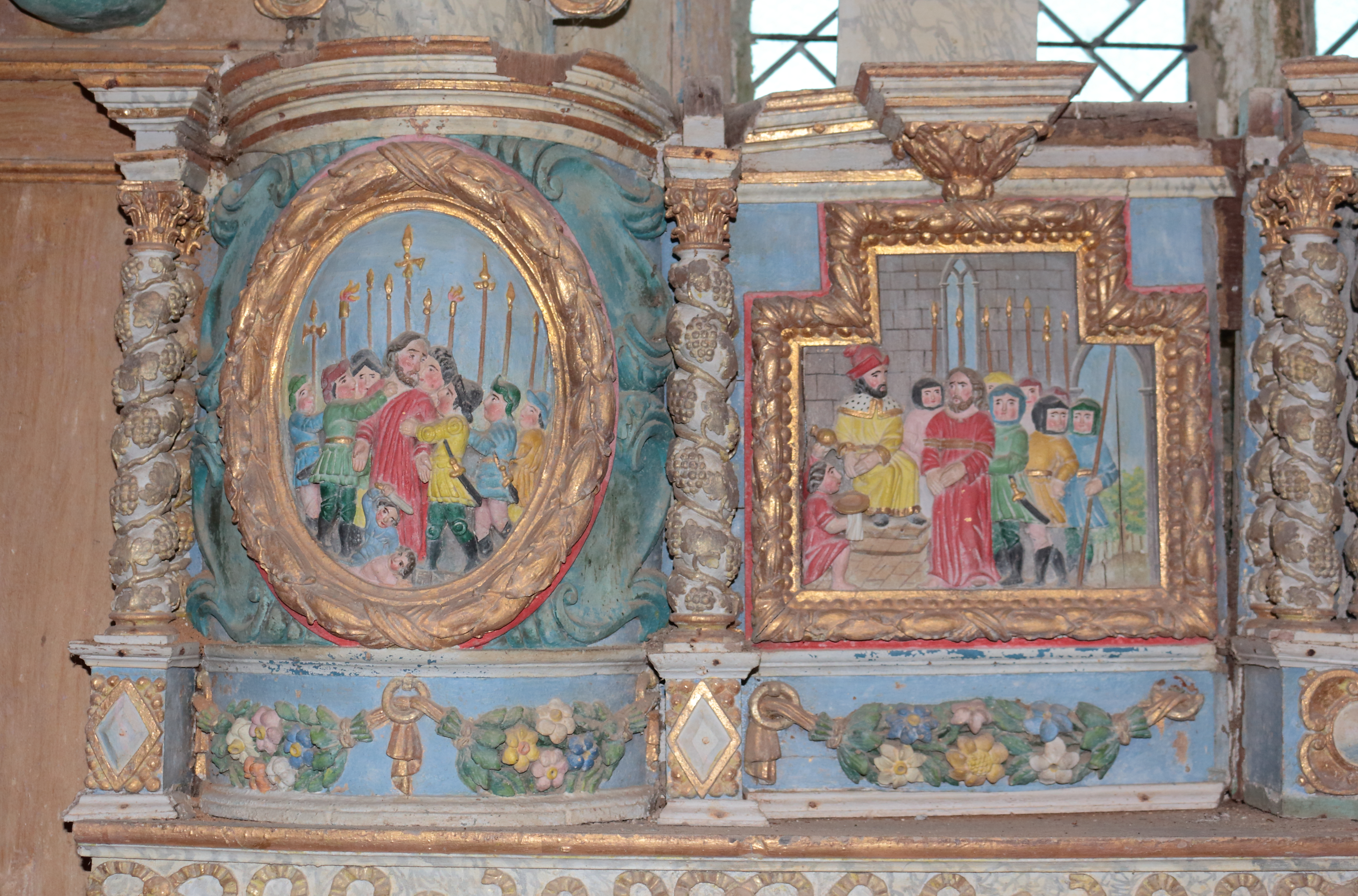
Chapelle Notre-Dame de Locmaria-an-Hent : le retable du maître-autel, vue partielle 3 (Baiser de Judas et Jésus devant Pilate).
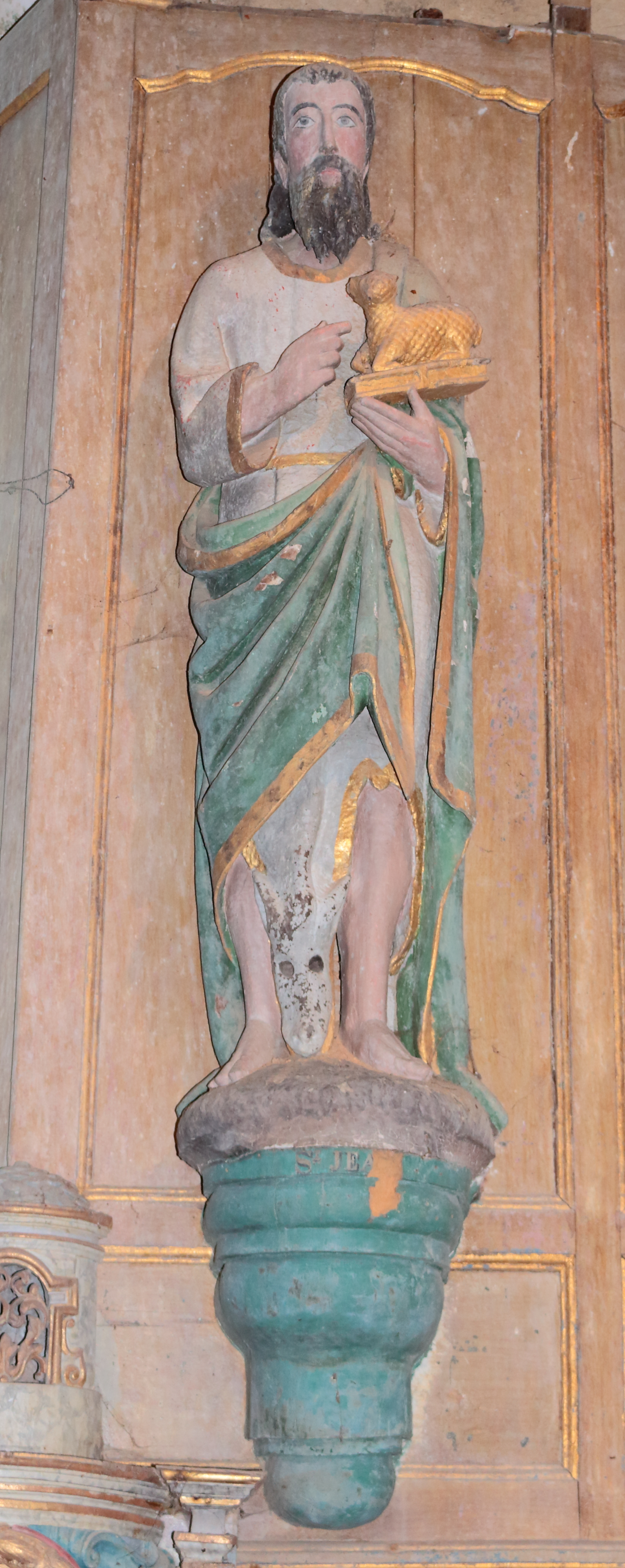
Chapelle Notre-Dame de Locmaria-an-Hent : statue de saint Jean-Baptiste portant l'agneau.
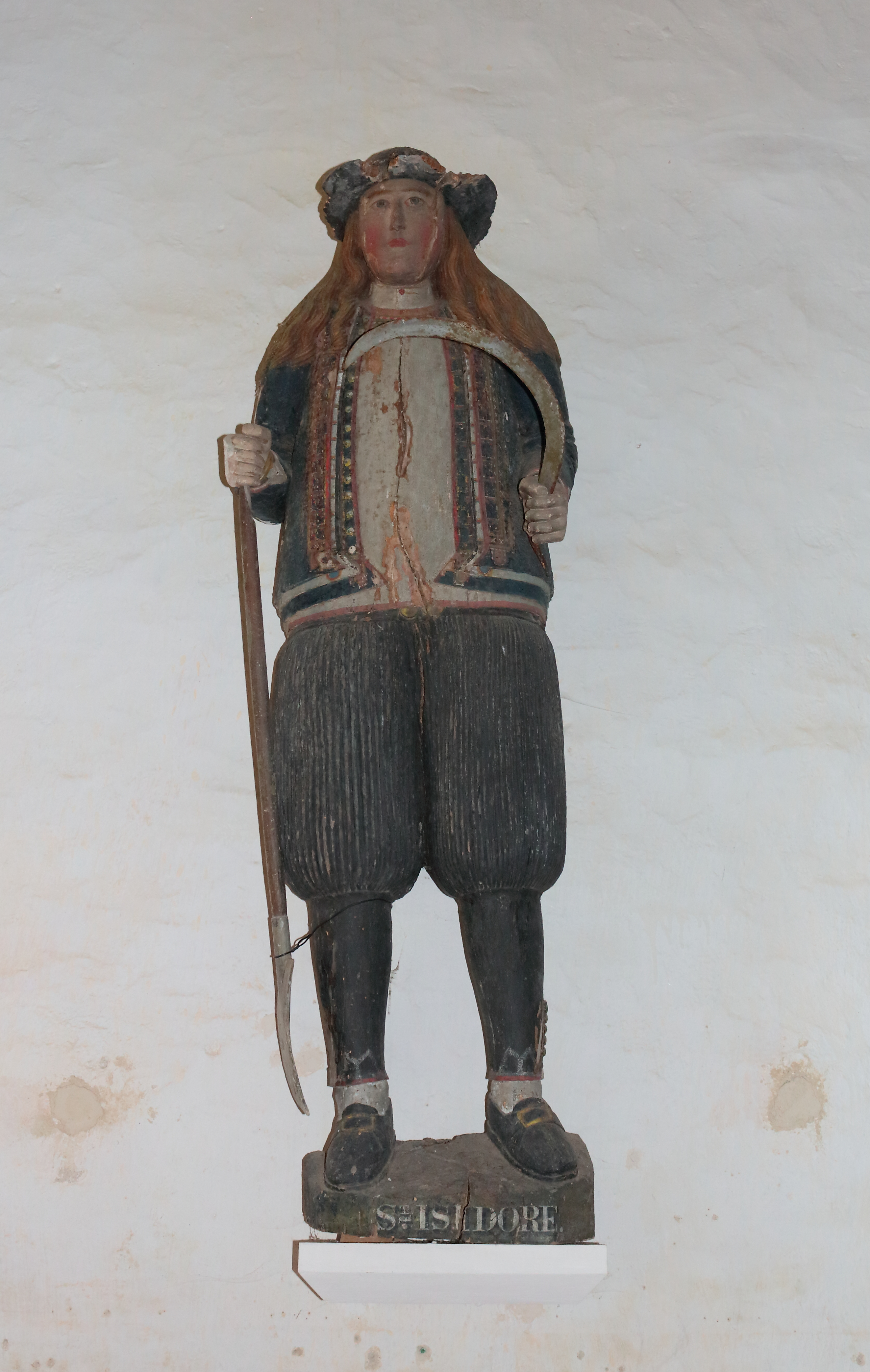
Chapelle Notre-Dame de Locmaria-an-Hent : statue de saint Isidore en costume breton.
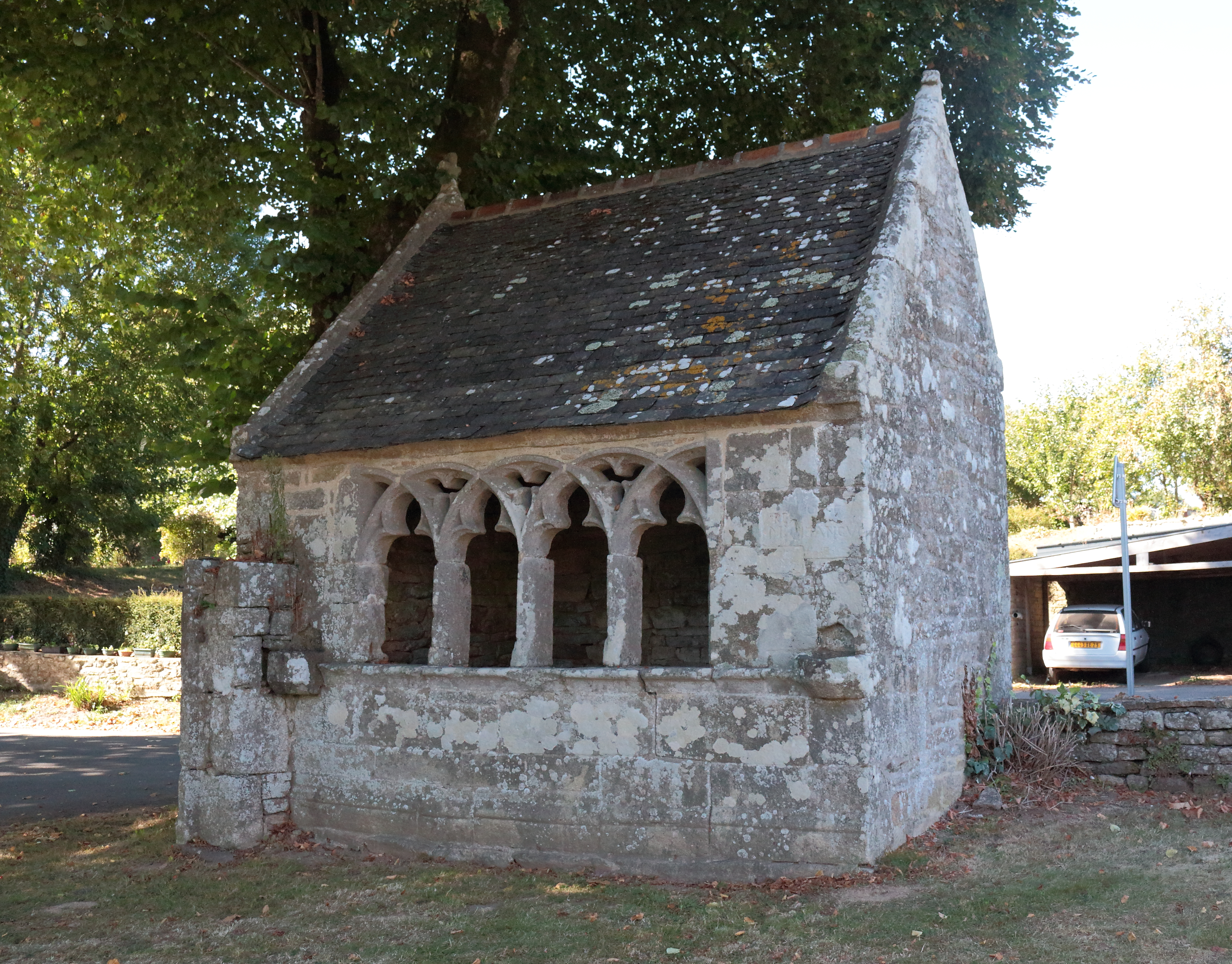
L'ossuaire de Locmaria-an-Hent.
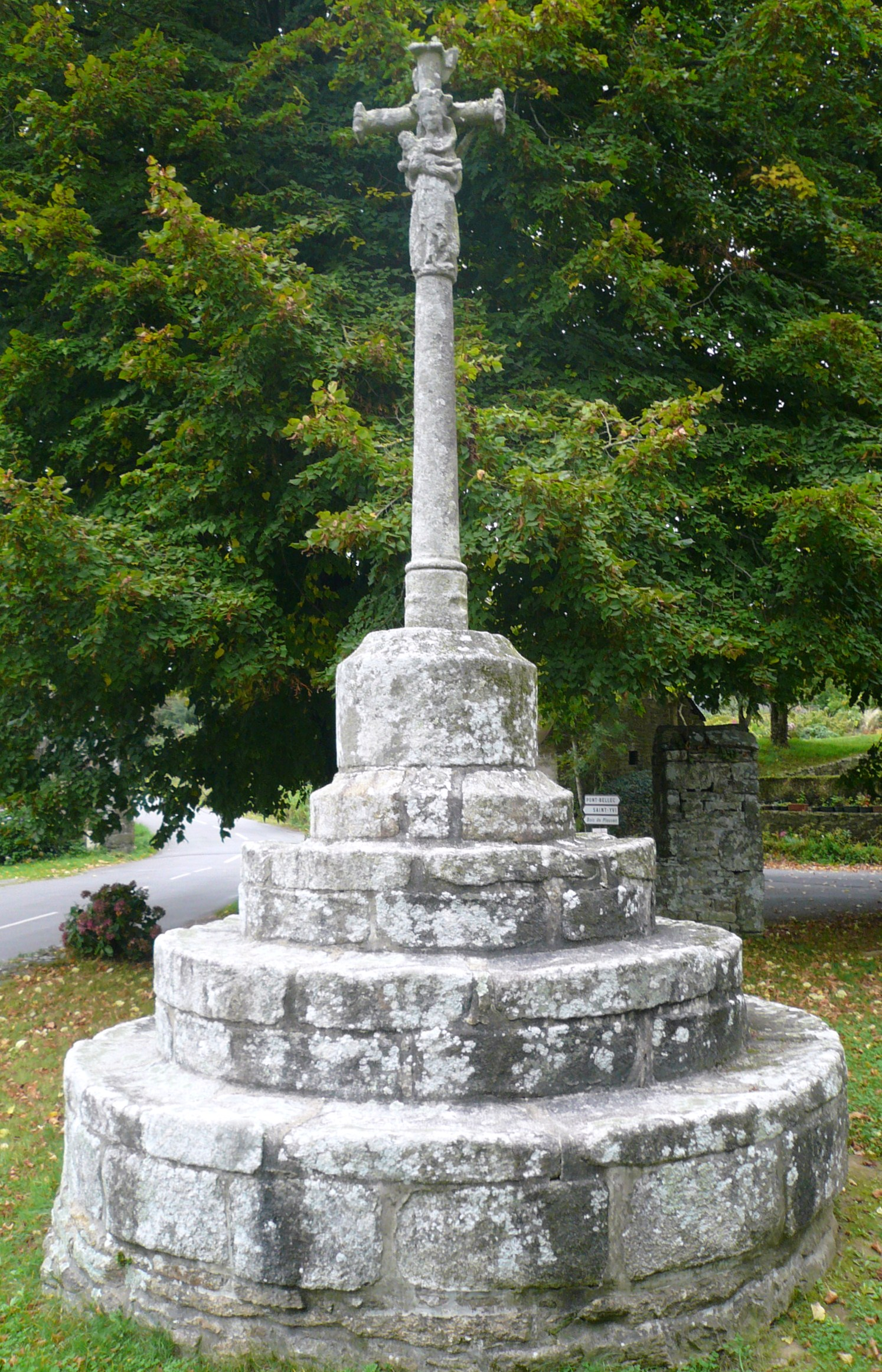
Le calvaire de Locmaria-an-Hent.

- Église paroissiale Notre-Dame (son saint patron originel était saint Yvi : une tradition très incertaine rapporte qu'il aurait été enterré à l'emplacement de l'actuelle église ; Notre-Dame est la patronne secondaire de l'église[61]) : elle date des XVIe et XVIIIe siècles et est composée d'une nef de deux travées avec bas-côtés, un transept et un chœur. Elle possède un porche de style gothique datant de 1602, une sacristie de 1672 ; son clocher, œuvre de Jean Carriou, de Pont-l'Abbé, date du début du XVIIIe siècle (1724) alors que l'ossuaire, avec ses six arcades arrondies et tréflées, date du XVe siècle. L'église possède de nombreuses statues dont celles de saint Yvi, saint Roch, saint Herbot, saint Michel, ainsi qu'un Arbre de Jessé et deux croix de procession en argent, l'une du XVIIe siècle, l'autre du XVIIIe siècle[23]. L'église, l'ossuaire et le placître sont classés monuments historiques depuis le 11 mai 1932 ; une restauration de l'ensemble du sanctuaire a été réalisée entre 2001 et 2007. Le pardon de saint Yvi a lieu le deuxième dimanche après Pâques.

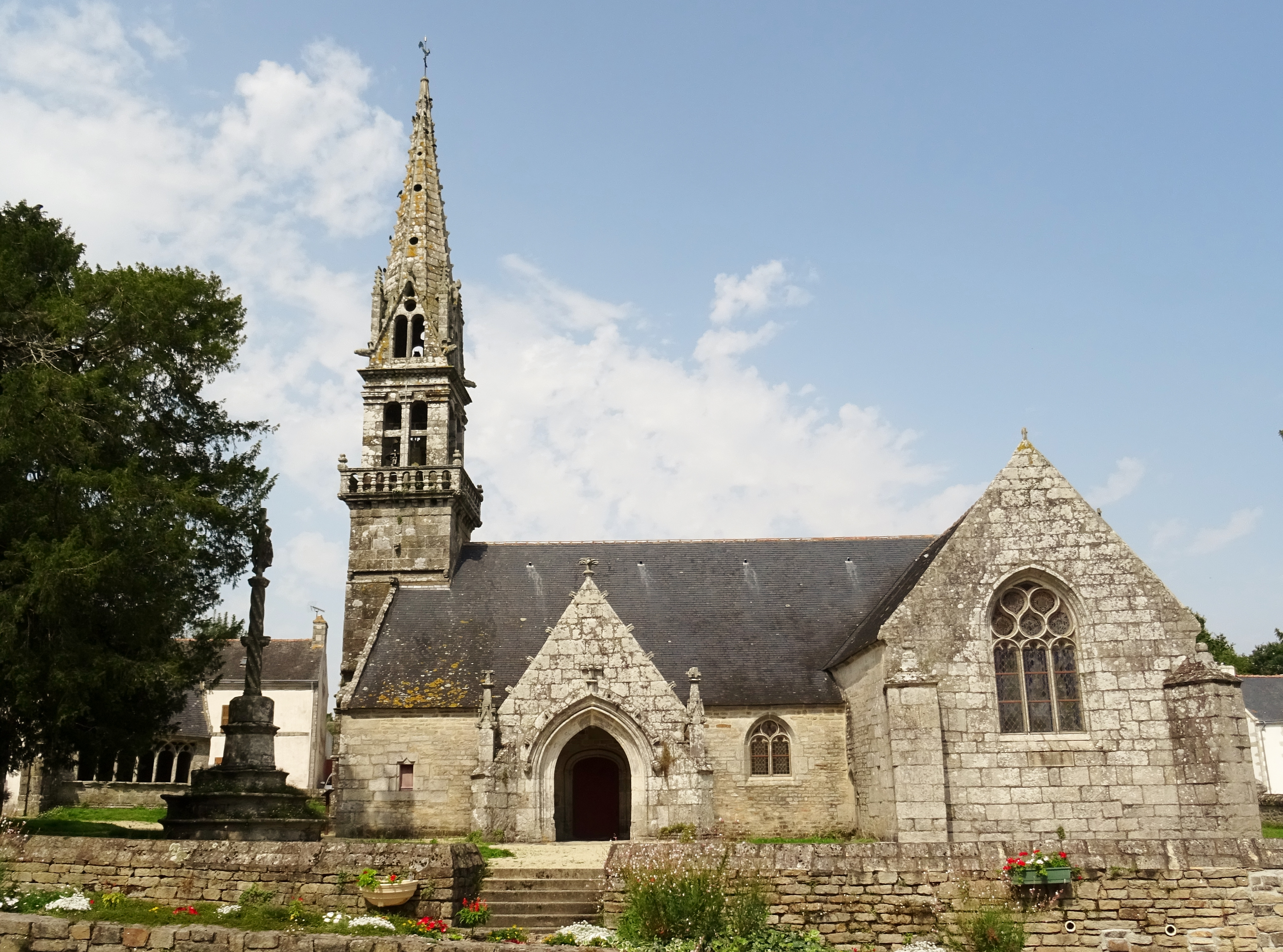
Ossuaire, calvaire et église Notre-Dame de Saint-Yvi.
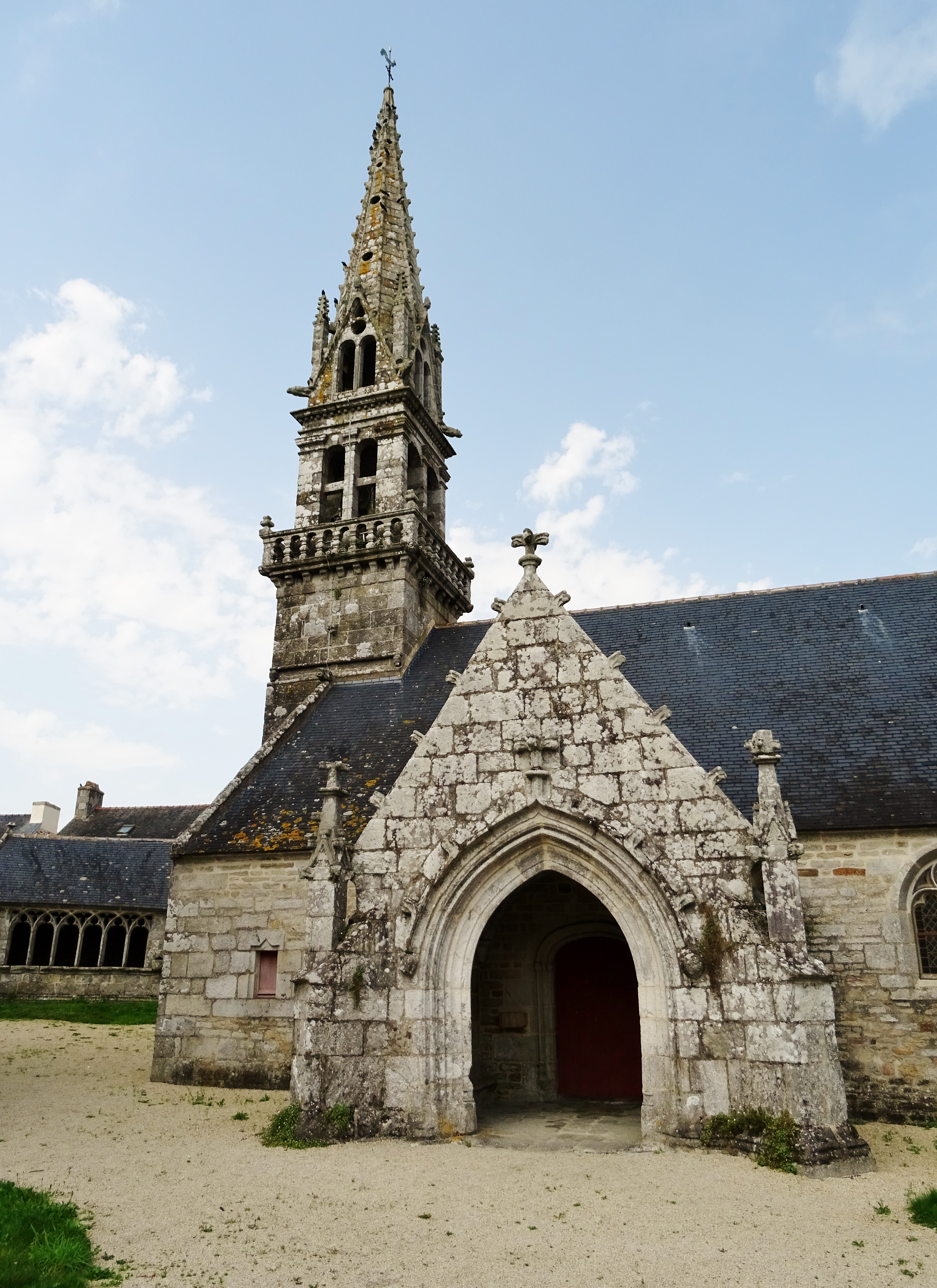
Église paroissiale Notre-Dame : clocher et porche vus depuis le sud.
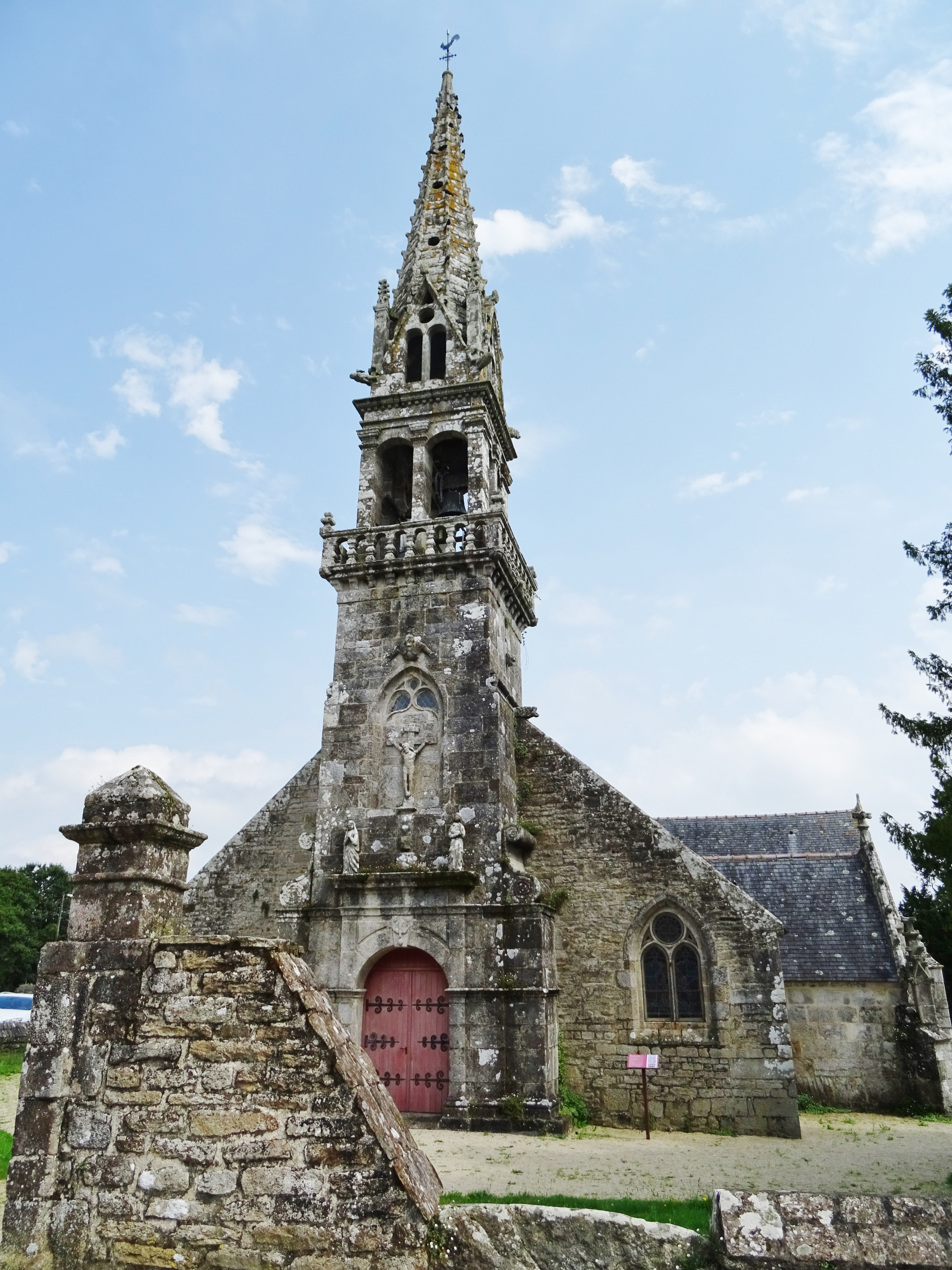
Église paroissiale Notre-Dame : façade occidentale et le clocher.
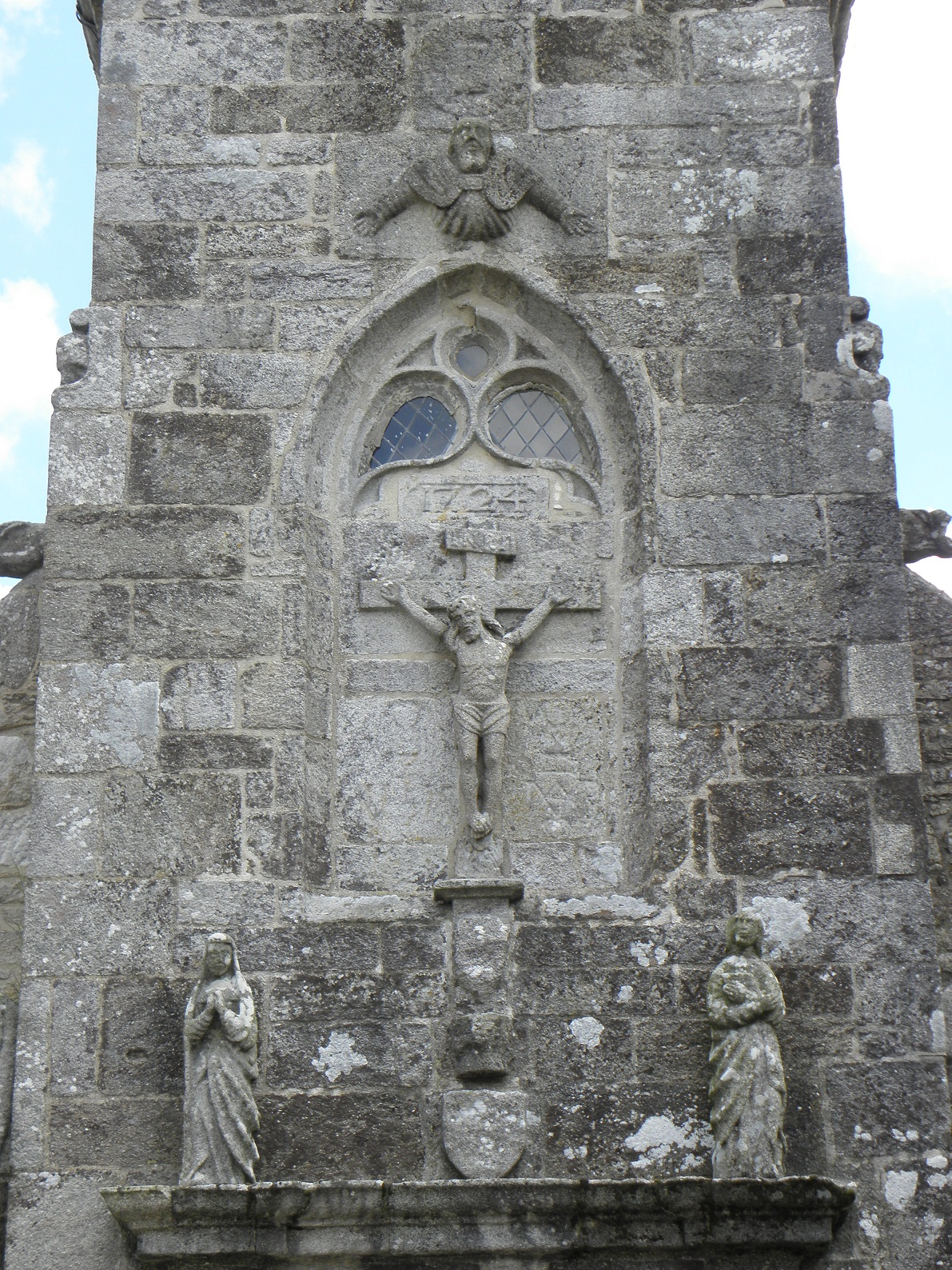
Église paroissiale Notre-Dame : façade occidentale (le Christ en Croix entre la Vierge et Saint-Jean).
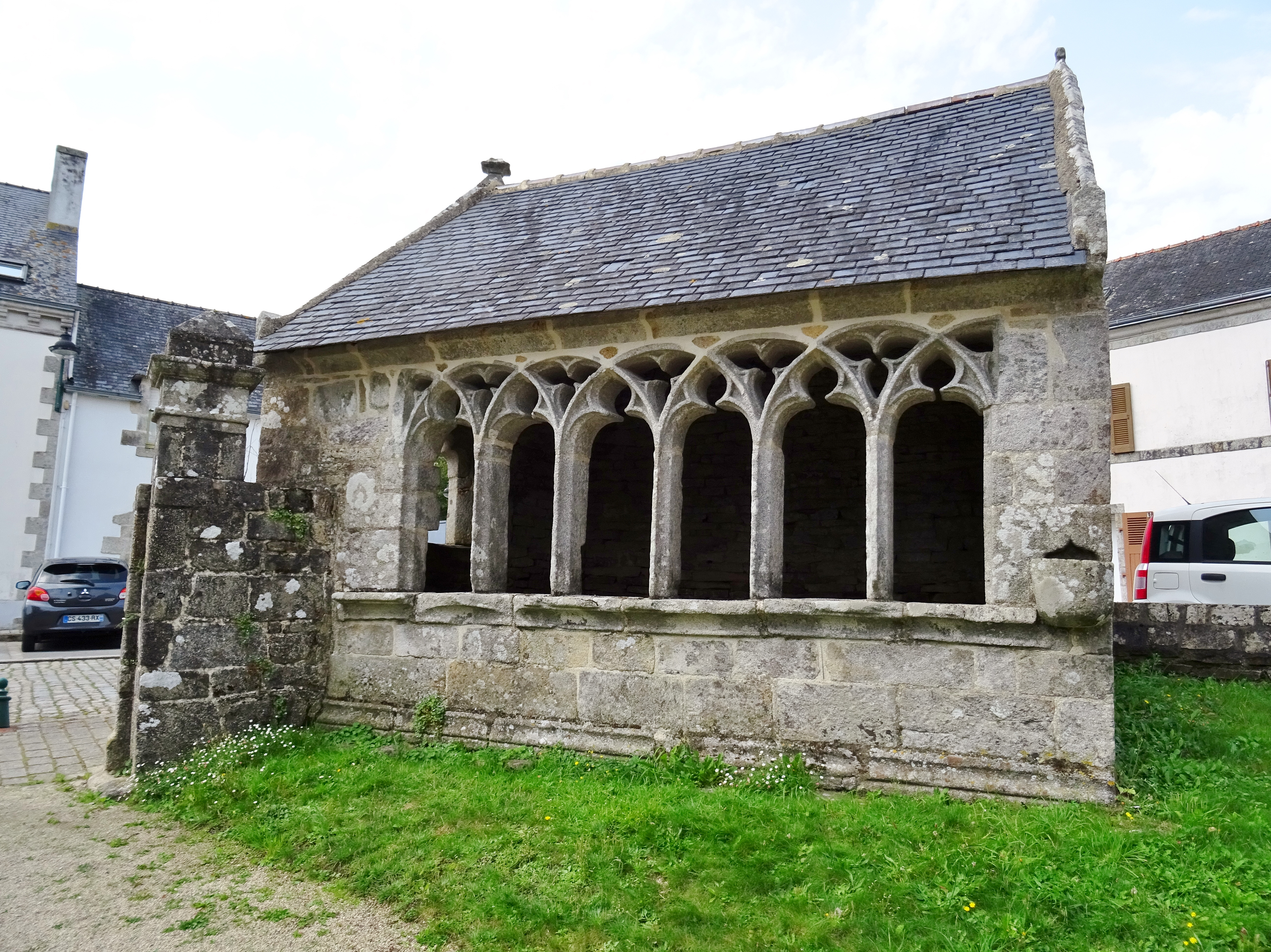
Église paroissiale Notre-Dame : l'ossuaire.
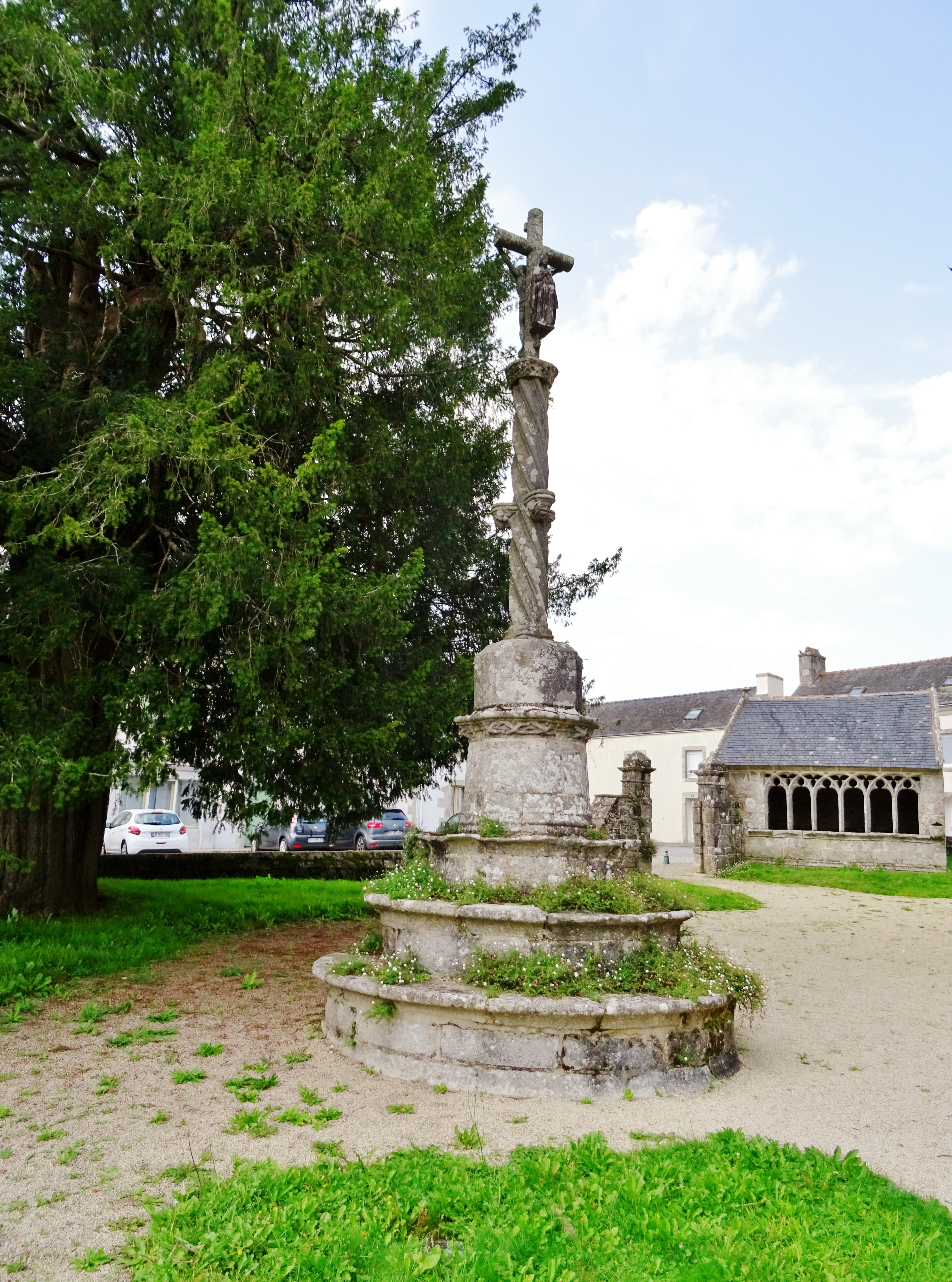
Église paroissiale Notre-Dame : calvaire et ossuaire au sein de l'enclos paroissial.

- Manoir fortifié de Toulgoat datant de 1545. Monument historique classé, propriété privée.

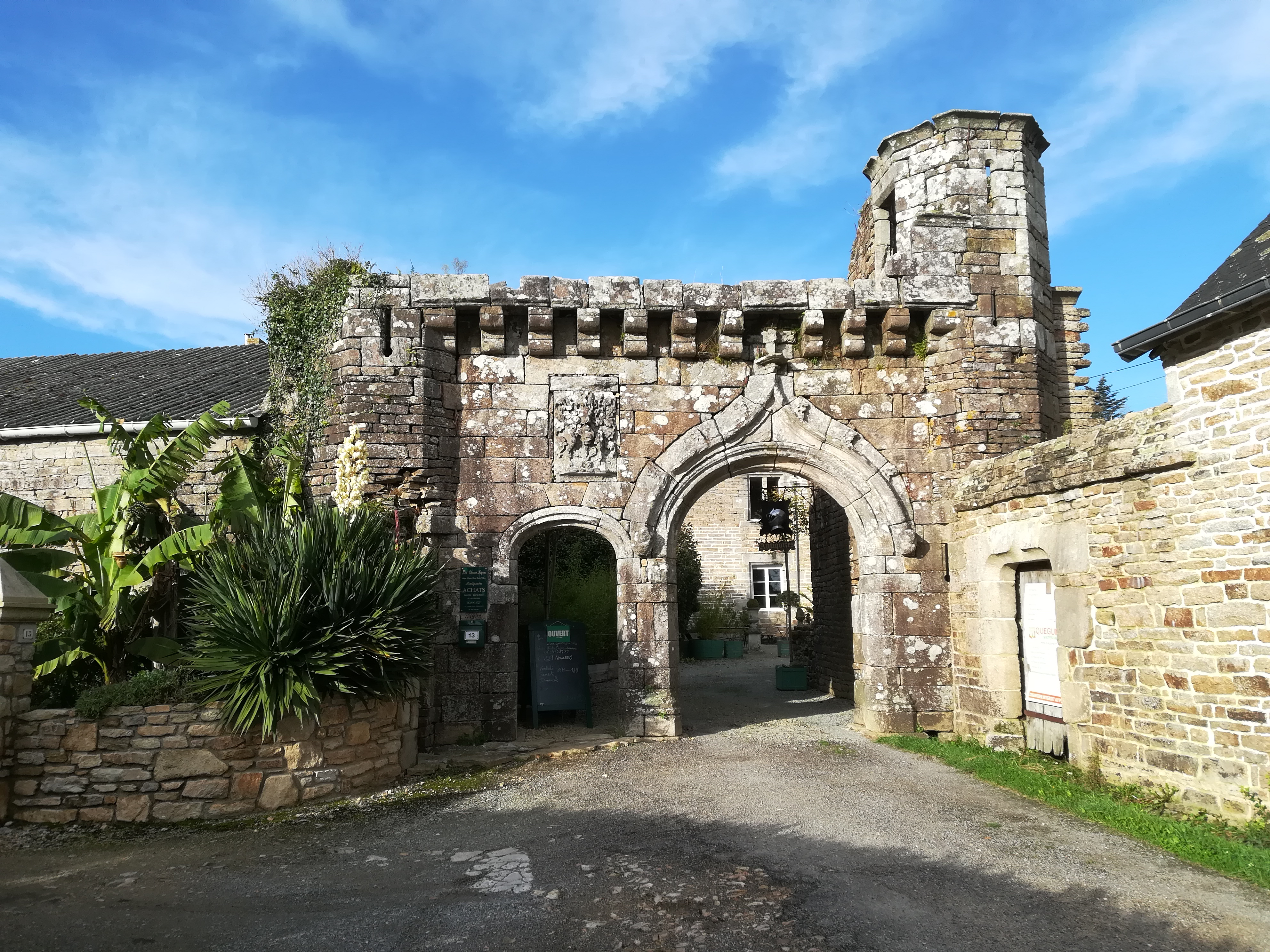
Le manoir de Toulgoat et son porche monumental.
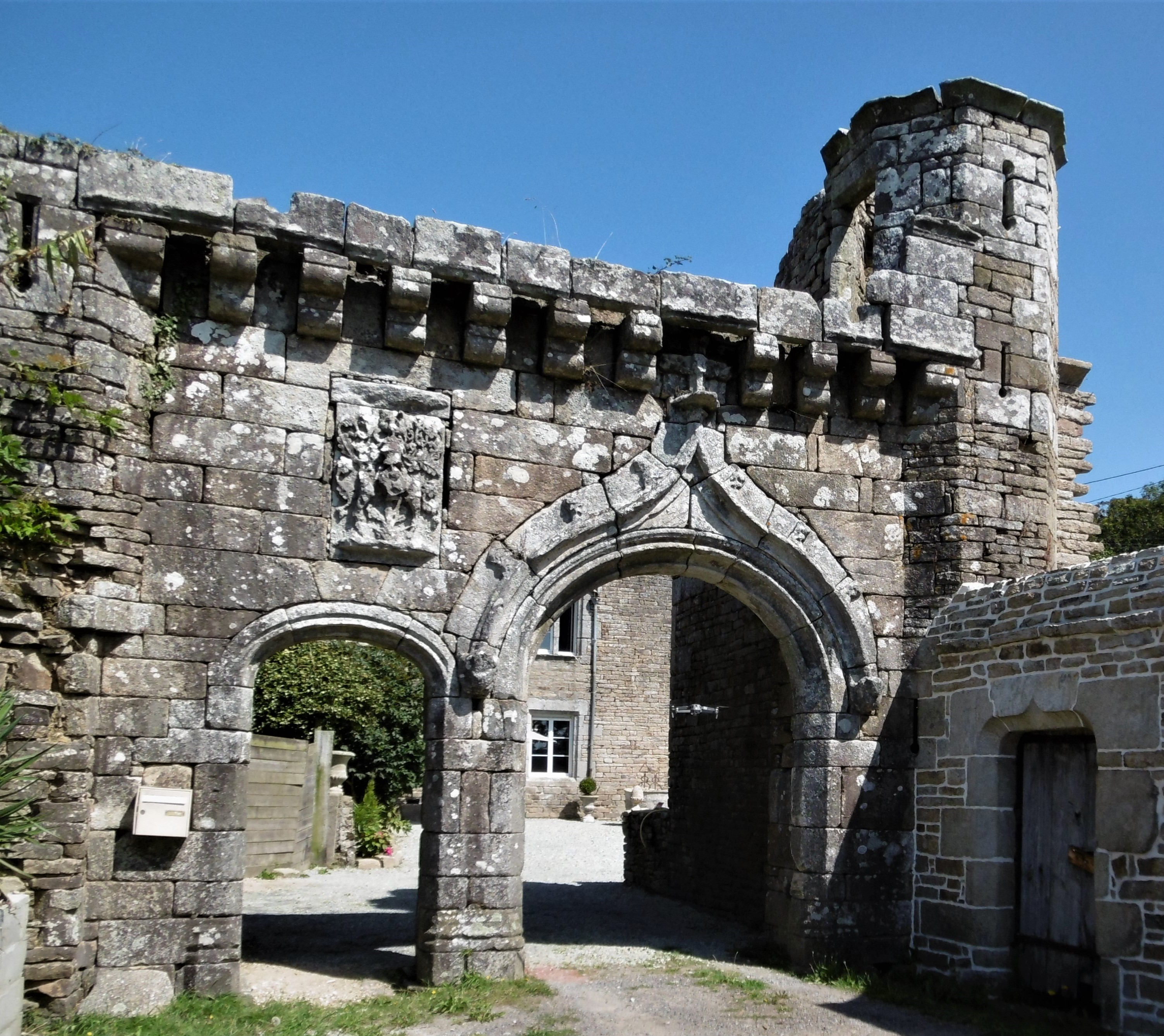
Le porche du manoir de Toulgoat.
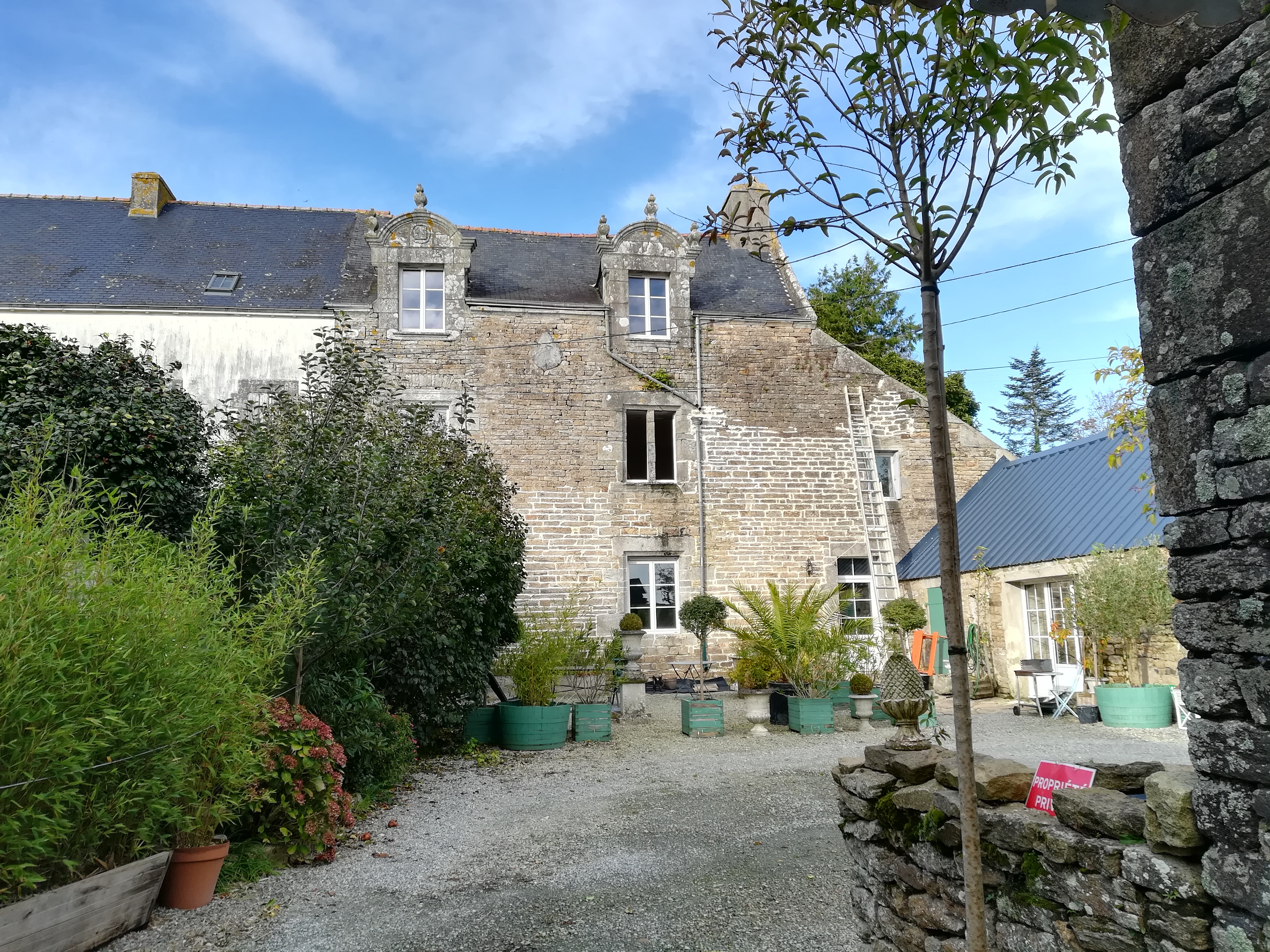
Le manoir de Toulgoat vu depuis l'entrée dans la cour intérieure.

## Personnalités liées à la commune
- Guy Cotten, industriel, créateur des « Cirés Cotten » (1936-2013), chevalier de la Légion d'honneur, est né à Saint-Yvi.
- Charles-Hervé Cotten (1913-2002), haut fonctionnaire, directeur d'Administration centrale, directeur des télécommunications, commandeur de la Légion d'honneur, né à Kerveïl en Saint-Yvi.
- Corentin Cotten (1763-1838), général du Premier Empire, commandant l'artillerie de la Vieille Garde à la bataille de Borodino (7 décembre 1812) puis pendant les Cent-Jours, cdt l'Artillerie de réserve, officier de la Légion d'honneur[62].
- Alan Heusaff (1921 à St Yvi-1999 à Dublin) militant nationaliste et linguiste breton.
- François Lange, (né en 1958) officier de police en retraite et écrivain, créateur de personnage de Fañch Le Roy, inspecteur de police d'origine bigoudène, réside à Saint-Yvi.
- Francine Olivier, née à Saint-Yvi le 19 septembre 1902, membre du Réseau Vengeance du Finistère, déportée à Ravenbrück et libérée le 9 avril 1945.
- Jean Dahéron, né le 29 mars 1925 à Kerléabouu Vihan en Saint-Yvi, résistant, pompier, arbitre de football[63].